# Zeekomkommers
Zeekomkommers (Holothuroidea) vormen een klasse van ongewervelde dieren die behoren tot de stekelhuidigen. De meeste soorten hebben een langwerpig en worstvormig lichaam dat zowel aan de voor- als achterzijde stomp eindigt. Er zijn ook vormen met een sliertige of een bolle lichaamsvorm.
Zeekomkommers zijn net als andere stekelhuidigen uitgesproken zeedieren; ze kunnen niet overleven in zoetwater of op het land. De verschillende soorten komen voor van de getijdenzone tot in de diepzee. De meeste soorten leven op de bodem, waar ze zich kruipend voortbewegen. Ook zijn er strikt gravende soorten bekend en enkele soorten zijn zelfs goede zwemmers.
De meeste groepen van stekelhuidigen hebben een stervormig lichaam (radiaal symmetrisch). Zeekomkommers wijken hier uitwendig sterk van af. De inwendige anatomie vertoont echter wel grote gelijkenissen met andere stekelhuidigen zoals zeesterren, slangsterren en zee-egels. Er zijn ongeveer 1.700 verschillende soorten zeekomkommers beschreven, waarvan er slechts twee weleens langs de kust van België en Nederland worden gevonden.
Zeekomkommers leven van kleine, zwevende voedingsdeeltjes of kleine organismen die uit het water worden gefilterd. Ze hebben hiertoe vaak duidelijke tentakels rond hun mond waarmee ze hun voedsel verzamelen. Sommige vertegenwoordigers zijn carnivoor en eten kleine diertjes, andere leven enkel van organische deeltjes in de modder van de zeebodem. De dieren worden zelf gegeten door verschillende andere dieren zoals roofvissen en zeeschildpadden. Sommige soorten kunnen een bepaald deel van het darmstelsel uitstoten ter verdediging. Deze sliertige structuren zijn plakkerig en bovendien giftig.
Verschillende soorten worden vooral in Azië gebruikt in gerechten of worden gebruikt als een traditioneel medicijn. Zeekomkommers worden vaak eerst gedroogd voor ze worden verwerkt als voedsel of in medicijnen.

## Naamgeving
De Nederlandse naam 'zeekomkommer' slaat op het langwerpige lichaam en de knobbelachtige huid die de meeste vertegenwoordigers bezitten en die enigszins doen denken aan een komkommer. Ook in andere talen wordt een dergelijke naam gebruikt, zoals het Engelse sea cucumber en het Duitse Seegurken. In de Deense taal worden de dieren 'waterworsten' (søpølser) genoemd.
Zeekomkommers worden ook wel trepang of bêche-de-mer genoemd. De naam 'trepang' wordt gebruikt voor eetbare soorten. Trepang is afgeleid van het Maleise woord teripang. Dit woord betekent zoveel als 'zeekomkommer' en wordt onder andere in Indonesië gebruikt. In Maleisië zelf worden zeekomkommers gamat genoemd.
De wetenschappelijke naam Holothuroidea werd voor het eerst gepubliceerd door Henri Marie Ducrotay de Blainville in 1834. Deze naam is afgeleid van het Latijnse holothūria (Grieks: holothourion), dat 'waterpoliep' betekent.

## Verspreiding en habitat
Zeekomkommers komen wereldwijd voor; de verschillende soorten leven in alle grote oceanen en binnenzeeën, zoals de Grote Oceaan, de Indische Oceaan, de Atlantische Oceaan en de Middellandse Zee. De meeste soorten komen voor in het westelijke deel van de Grote Oceaan en in de Indische Oceaan. In Europa komen ongeveer tweehonderd soorten zeekomkommers voor. In Nederland is alleen de gewone zeekomkommer (Holothuria forskali) sporadisch waargenomen. In België is daarnaast de soort Ocnus planci aan te treffen langs de kust. Bij het Nederlands Soortenregister zijn waarnemingen van vier soorten zeekomkommers gemeld.
Zeekomkommers leven altijd in de zee: een belangrijke vijand is de zon en veel soorten kunnen zeer slecht tegen uitdroging. De dieren drogen snel uit en overleven niet lang als ze aan de buitenlucht worden blootgesteld. Een uitzondering vormt Opheodesoma grisea, van deze soort is bekend dat het dier grotendeels kan uitdrogen bij eb maar bij opkomende vloed wordt het lichaam weer van water voorzien. De zeekomkommer wordt dan weer gehydrateerd en vervolgt zijn weg.

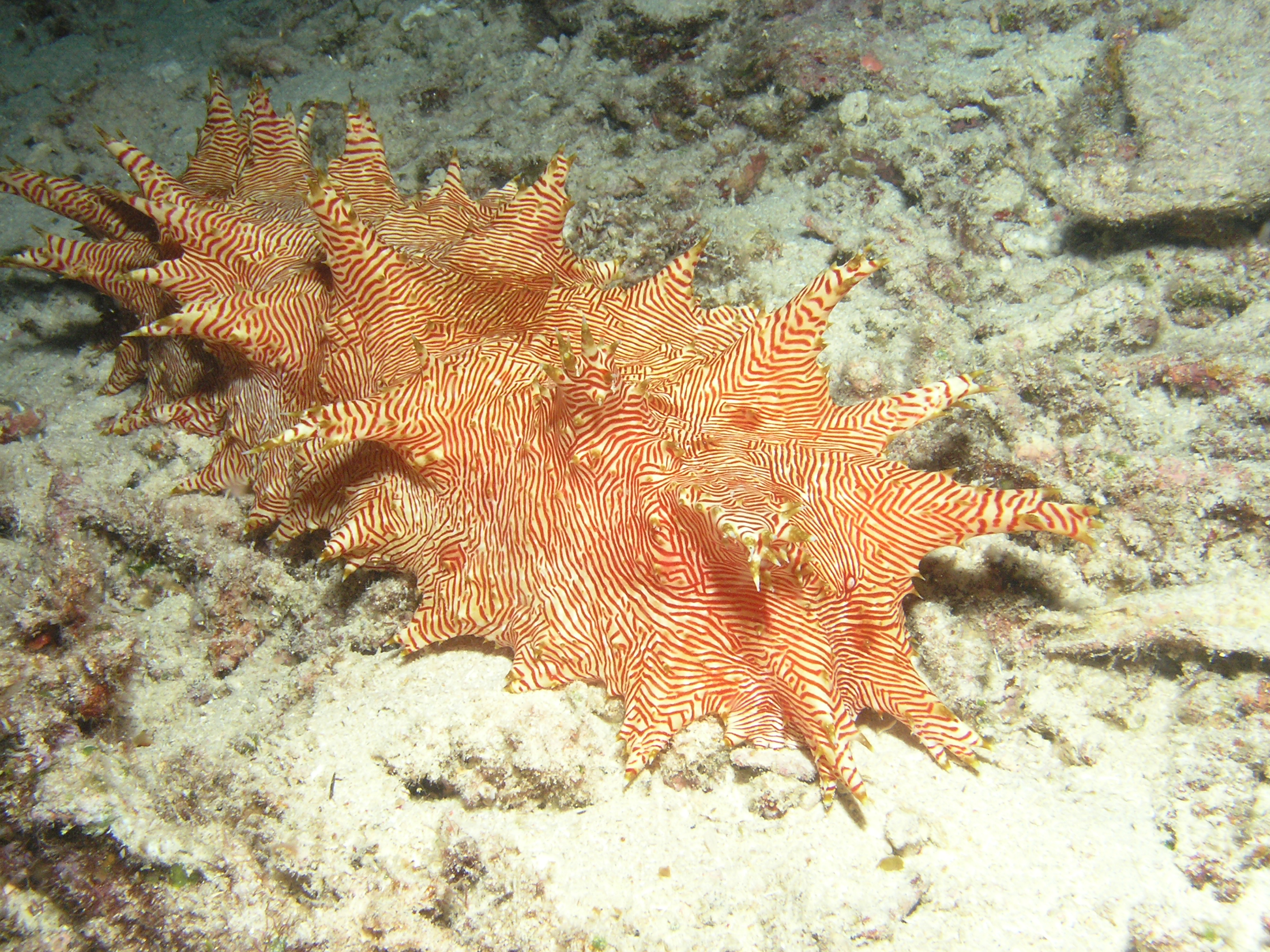
Thelenota rubralineata kruipt over de ondergrond, ten noorden van Sulawesi.

De habitat verschilt enigszins per groep, veel soorten komen voor rond koraalriffen, andere prefereren een zanderige of juist een modderige ondergrond. Gravende soorten worden alleen gevonden in gebieden met een los substraat zoals zand of modder. De zon wordt zo veel mogelijk gemeden en op rotsachtige bodems levende groepen schuilen vaak in rotsspleten. Soorten die op zanderige bodems leven bedekken zich overdag met delen van het substraat om zich aan het zonlicht te onttrekken.
Daarnaast bestaat er een verschil in diepteverspreiding. Veel soorten komen voor in ondiep water van rond de getijdenzone tot grofweg 200 meter onder het wateroppervlak. Andere soorten zijn alleen in diepere wateren te vinden en weer andere zijn aan te merken als bewoners van de diepzee tot kilometers onder het wateroppervlak. Op een diepte van 8500 meter onder zeeniveau bleek dat 90 procent van alle organismen tot de zeekomkommers behoorden. Een exemplaar van de soort Prototrochus bruuni is gevonden op een diepte van 10,2 kilometer.
Slechts een klein aantal zeekomkommers tolereert een verlaagd zoutgehalte zoals in brakke wateren en rond riviermondingen. Een voorbeeld is Protankyra similis die leeft in mangrovebossen en ook soorten uit het geslacht Thyone kunnen rond zoetere riviermondingen leven. 
De zeekomkommers die rond de kust van Zuid-Afrika leven staan bekend als een unieke groep die afwijkt van de meeste andere Afrikaanse soorten. Ook soorten die rond de kust van Nieuw-Zeeland leven lijken niet sterk verwant te zijn aan de groepen die leven in de zeeën van buurland Australië, zoals verwacht mag worden.

## Uiterlijke kenmerken

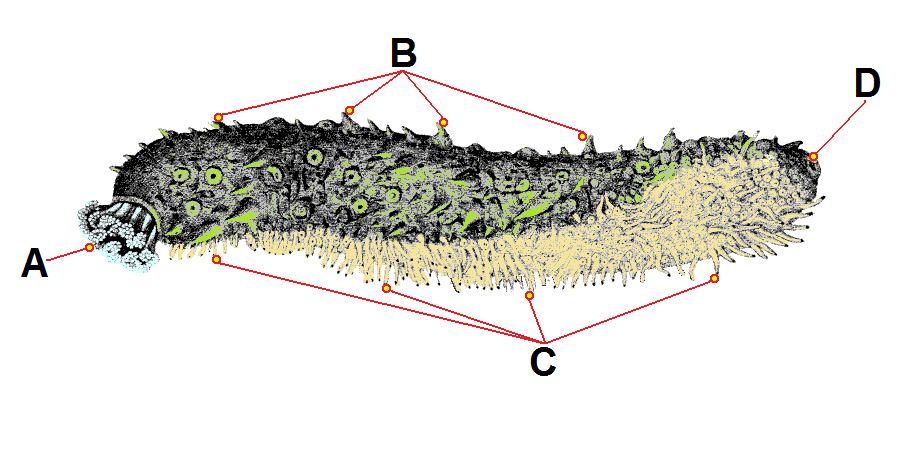
Lichaamsdelen van een zeekomkommer
----

Zeekomkommers verschillen op veel punten van andere stekelhuidigen. Zo hebben ze een worstvormig lichaam met een horizontale lichaamsas. Zeekomkommers hebben nooit armen zoals zeelelies en zeesterren en ook lange stekels zoals bij zee-egels komen nooit voor.
Sommige soorten kunnen erg lang worden en doen sterk denken aan een worm en andere soorten hebben dikke lobben aan de bovenzijde van het lichaam waardoor ze lijken op een zeenaaktslak. Een van de langste soorten is Synapta maculata, die tot twee meter lang wordt en een diameter heeft van vijf centimeter. In 2011 werd een zeekomkommer aangetroffen voor de kust van Japan die een lengte had van 3,6 meter. Dergelijke lange vormen lijken vaak op een zeeslang.
Een heel dikke soort is Stichopus horrens, die ongeveer een meter lang wordt en een diameter heeft van 21 cm. De kleinste zeekomkommer is de soort Psammothuria ganapati uit India. Deze bereikt een totale lichaamslengte van minder dan vier millimeter. Bij veel zeekomkommers is het vooreinde niet eenvoudig van het achtereinde te onderscheiden. Zeekomkommers hebben soms een vergrote lichaamsopening aan het lichaam, maar dit kan zowel de anus zijn die wordt opengesperd om te ademen als de mondopening die is vergroot om voedsel op te nemen.
De vertegenwoordigers van het geslacht Psychropotes hebben een enkel uitsteeksel op de achterzijde van het lichaam dat lijkt op een haaienvin en gebruikt wordt om mee te zwemmen. De soorten uit de familie Rhopalodinidae hebben soms een opmerkelijke flesvormige lichaamsbouw. Ook soorten die het lichaam in een bolvorm kunnen brengen komen voor. Een voorbeeld is de felgekleurde tropische soort Pseudocolochirus violaceus. Enkele soorten hebben een aparte lichaamsbouw, zoals de kwalachtige soorten uit de familie Pelagothuriidae.

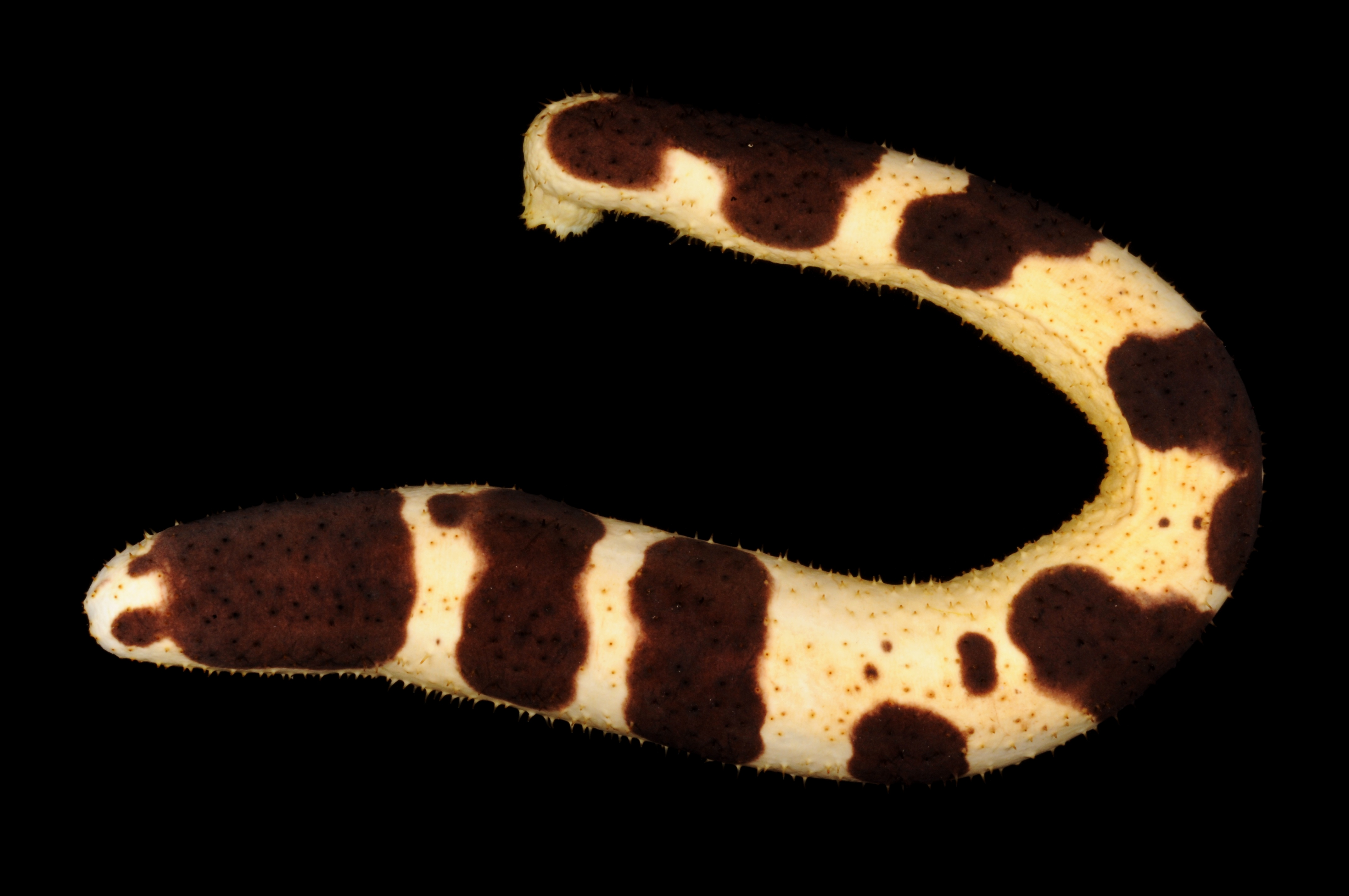
Holothuria nigralutea wordt wel vergeleken met een chocoladebroodje.

Sommige soorten hebben een sterk afwijkende lichaamsvorm, zoals de vertegenwoordigers van het geslacht Scotoplanes. Deze zeekomkommers hebben een half doorzichtig, eivormig lichaam met ongeveer zeven paar poot-achtige structuren die dienen om te lopen. Deze dieren worden in het Engels vanwege hun vorm wel 'sea pigs' (zeevarkens) genoemd. Ook de lichaamskleur varieert sterk. Tropische soorten kunnen zeer bonte kleuren vertonen zoals paars, geel of rood. Soorten in meer gematigde streken hebben vaak een bruine tot donkergroene kleur. Een zeekomkommer die leeft bij de kust van Japan, Holothuria nigralutea, lijkt zelfs sterk op een chocoladebroodje. Dit komt door de geelbruine lichaamskleur met donkerbruine vlekken aan de bovenzijde. Er zijn ook zeekomkommers die permanent ingegraven leven in de zeebodem, deze zijn vaak geelwit van kleur.
De huid van de zeekomkommer bestaat uit een zeer dunne opperhuid of epidermis, die het gehele lichaam bedekt. De epidermis is nooit voorzien van trilharen (cilia) zoals bij veel andere groepen van stekelhuidigen voorkomt. Van de oudste fossielen is wel een skeletachtig omhulsel bekend dat lijkt op die van de zeesterren. Onder de dunne epidermis is een dikke laag bindweefsel gelegen, deze laag wordt het mesoderm genoemd. Zeekomkommers hebben nooit scherpe stekels zoals zee-egels en sommige zeesterren, wel draagt de huid verschillende knobbelachtige structuren. Ook huidpapillen komen voor, soms zijn deze vertakt. Een voorbeeld is de soort Thelenota ananas, die in de Engelse taal wordt aangeduid met ananas-zeekomkommer vanwege deze papillen. Het mesoderm bevat bij de meeste soorten vele kleine kalkachtige insluitsels. Deze insluitsels worden beschouwd als de laatste resten van een sterk gedegenereerd ongewerveld skelet.

### Kalkplaatjes

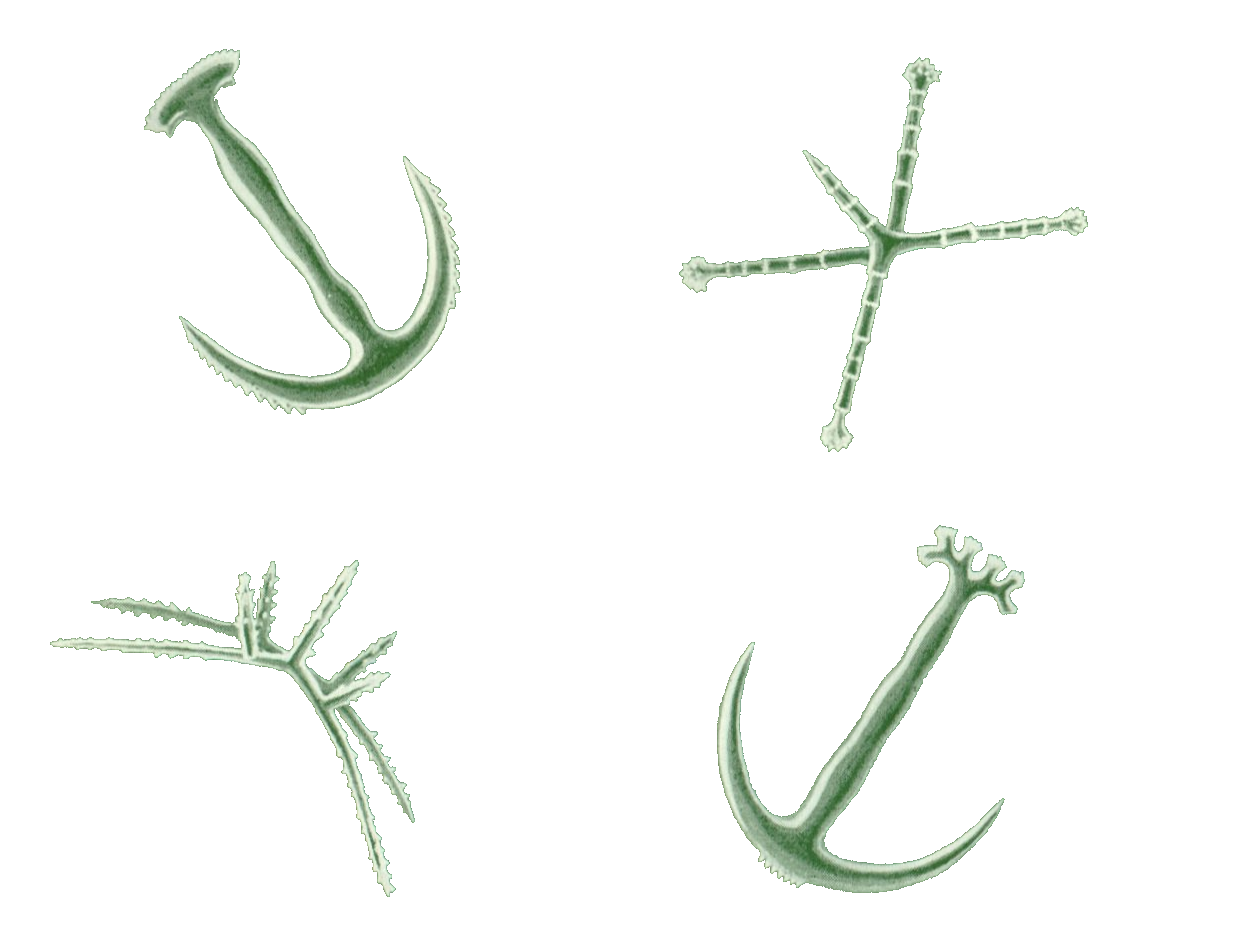
Kalkplaatjes van een zeekomkommer.

De kalkplaatjes worden ook wel skeletnaaldjes of spiculae (enkelvoud spicula) genoemd en kunnen de meest uiteenlopende vormen hebben, van platte of naaldachtige structuren tot driedimensionale plaatjes. De plaatjes lijken soms sterk op voorwerpen uit het dagelijkse leven, zoals een hamer, staaf, kruis, wiel, anker, aambeeld of klok. Deze plaatjes worden bij sommige soorten gebruikt om zich te ankeren aan de ondergrond, ze steken bij deze zeekomkommers uit de huid om meer grip te bieden. Vooral van de soorten uit de familie Synaptidae is bekend dat kleine, ankervormige insluitsels uit de huid steken zodat deze zich makkelijker hecht aan de ondergrond. Omdat ze zo klein zijn kan de huid van een zeekomkommer een groot aantal spiculae dragen, een exemplaar van 10 centimeter kan 20 miljoen plaatjes bevatten.
Omdat de spiculae makkelijker fossiliseren dan de weke lichaamsweefsels van de zeekomkommer, zijn vooral de kalkplaatjes van de diergroep goed bekend in de paleontologie. De kalkplaatjes in de huid hebben vaak een soortspecifieke vorm. Sommige genoemde vormen komen bij bepaalde groepen nooit voor en anderen juist wel. Bij soorten uit de orde Apodida bijvoorbeeld komen vaak wielvormige insluitsels voor, terwijl deze bij de vertegenwoordigers van de orde Molpadida nooit voorkomen.
Slechts van enkele groepen is bekend dat ze een heus skelet bezitten zoals de meeste andere stekelhuidigen. Dit bestaat uit grotere, dakpansgewijze geplaatste kalkplaatjes die het gehele lichaam als een schubbenhuid omgeven en zo een goede bescherming bieden. Bij andere stekelhuidigen zoals de zeesterren en de zee-egels is dit de normale gang van zaken, bij deze groepen is het lichaam grotendeels omsloten door een kalkskelet. Bij de zeekomkommers zijn de kalkplaatjes of spiculae tot een minimum gereduceerd om de bewegingsvrijheid te vergroten. De plaatjes staan -bij de meeste soorten- niet met elkaar in verbinding maar zijn los van elkaar in de huid gelegen. In vergelijking met andere stekelhuidigen zijn de dieren aan te merken als bijzonder flexibel. Ze gebruiken dit om het lichaam in nauwe spleten te bewegen, zodat ze door vijanden moeilijk los te krijgen zijn. Zeekomkommers hebben desondanks een stevig lichaam dankzij de dikke laag lichaamsspieren onder de huid.
De huid draagt geen pedicellariën zoals bij de zeesterren en zee-egels voorkomen. Pedicellariën zijn bij deze andere stekelhuidigen kleine tangachtige structuren die gebruikt worden om de huid schoon te houden.

## Inwendige anatomie

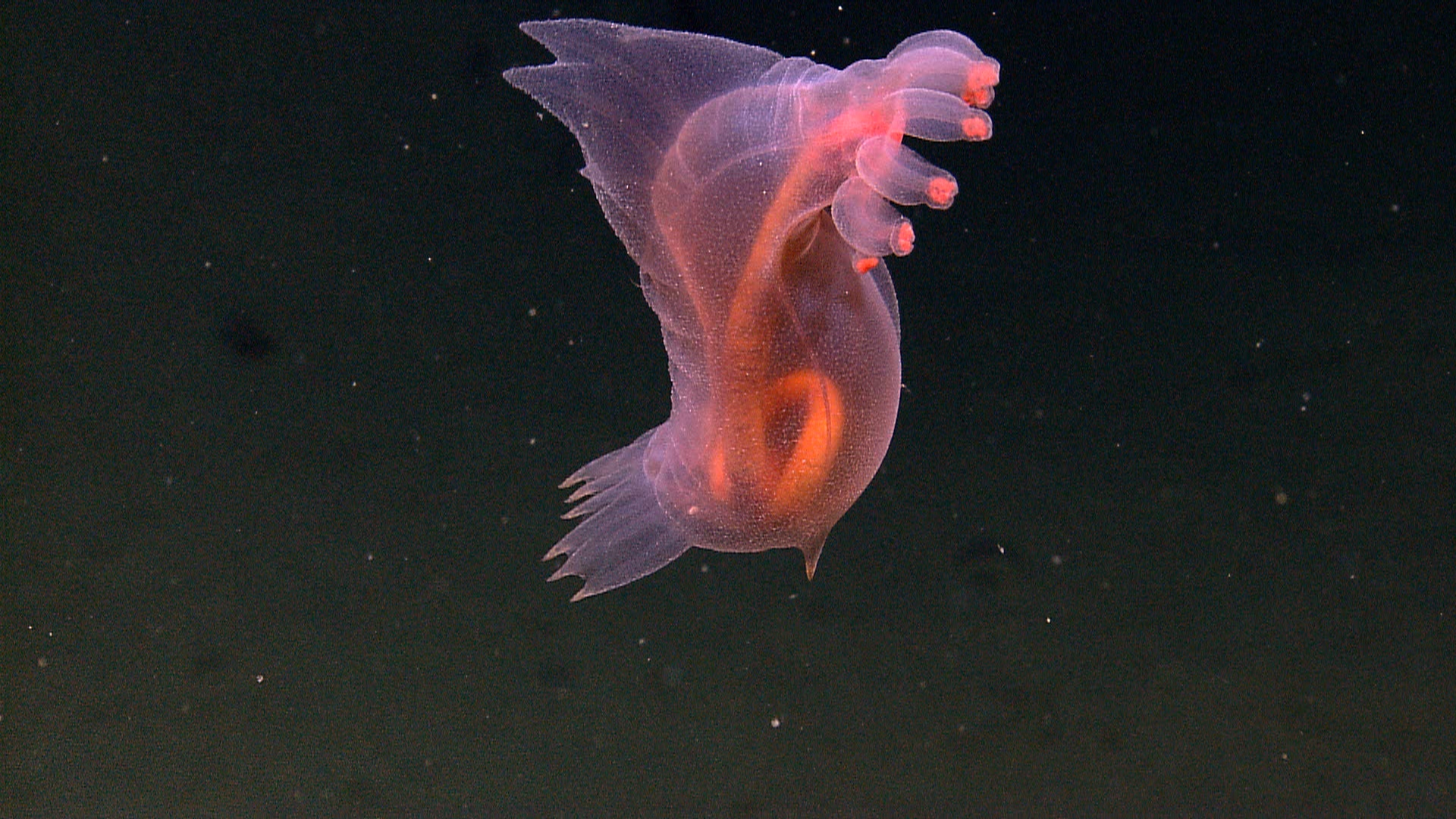
Bij sommige soorten, zoals deze vertegenwoordiger van de orde Elasipodida, is het lichaam doorzichtig en zijn de organen te zien.

Zeekomkommers lijken in het geheel niet op de andere stekelhuidigen maar hebben inwendig een sterk vergelijkbare bouw. Een van de belangrijkste verschillen is het feit dat de zeekomkommer een voor- en een achterzijde heeft. Feitelijk ligt een zeekomkommer altijd op zijn zijkant. Bij de zee-egels en de zeesterren hebben de dieren een boven- en onderzijde. De anus is bij deze groepen aan de bovenzijde gelegen en de mondopening aan de onderzijde.
Rond de slokdarm is in het lichaam van de zeekomkommer een harde, ringvormige structuur aanwezig die bestaat uit sterk verkalkt weefsel. Deze ring heeft niet zozeer een verstevigende functie zoals botten van hogere dieren maar dient als aanhechtingspunt voor verschillende lichaamsspieren. Kalkhoudende structuren komen binnen de stekelhuidigen veel voor maar hebben meestal slechts een beschermende functie. De vorm van de kalkring verschilt per groep, soorten uit de familie Paracucumidae hebben een 'kale' kalkring zonder aanhangsels, die uit de familie Sclerodactylidae hebben enkelvoudige aanhangsels aan de kalkring en die uit de familie Placothuriidae bezitten lange en gepaarde aanhangsels.
Zeekomkommers hebben van alle stekelhuidigen het hoogst ontwikkelde vaatstelsel, ze gebruiken lichaamsvloeistof als bloedvloeistof en voor het transport van voedingsstoffen en gassen door het lichaam. Het zijn de enige stekelhuidigen die een met meerdere kamers gevulde lichaamsholte hebben die sterk lijkt op het hart van hogere gewervelde dieren. De endeldarm van sommige soorten bevat een speciaal orgaan dat dient ter verdediging. Dit orgaan ontspruit aan de waterlongen en wordt wel aangeduid met de buizen van Cuvier, zie ook onder het kopje vijanden en verdediging.

### Watervaatstelsel

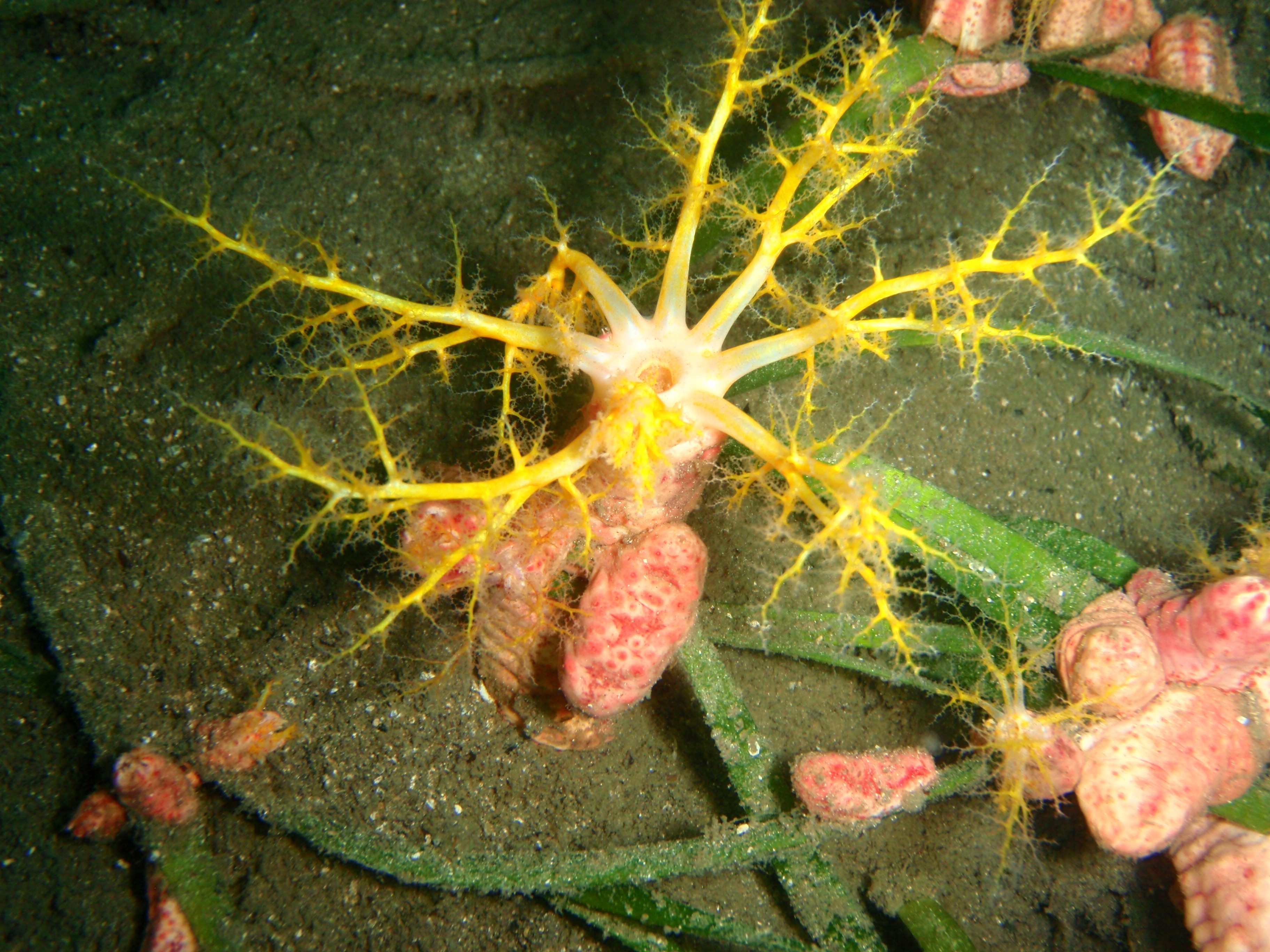
De tentakels zijn gemodificeerde buisvoetjes en onderdeel van het watervaatstelsel. Afgebeeld is Cercodemas anceps.

De vijfvoudig straalsgewijze lichaamsbouw aan de buitenzijde van het lichaam komt bij de meeste soorten duidelijk tot uiting in het watervaatstelsel. Dit is een stelsel van kanalen, blaasjes en lichaamsuitstulpingen. Het watervaatstelsel ontspruit uit het ringvormige, verkalkte kanaal rondom de slokdarm, het ringkanaal, en bestaat uit vijf radiaalkanalen. Ieder radiaalkanaal staat in verbinding met een van de vijf rijen kleine zakvormige uitstulpingen aan de buitenzijde die vaak -maar niet altijd- op een evenredige afstand van elkaar gelegen zijn. Deze uitstulpingen worden de voetjes (podia) genoemd.
Bij de meeste stekelhuidigen, zoals zeesterren en zee-egels, staat het watervaatstelsel in verbinding met het omringende zeewater. Deze verbinding wordt het steenkanaal genoemd omdat de wanden van het kanaal verkalkt zijn. De eigenlijke verbinding is de madreporiet of zeefplaat, dit is een verhard en verkalkt plaatje met kleine poriën waardoor zeewater het lichaam in wordt gezogen.
Zeekomkommers hebben tot wel 100 steenkanalen, maar deze eindigen vrijwel altijd binnen in de lichaamsholte en staan niet in verbinding met de huid. De dieren gebruiken dus geen zeewater als vloeistof in het watervaatstelsel zoals veel andere stekelhuidigen, maar lichaamsvocht. Alleen van soorten uit de orde Elasipodida zijn uitwendige madreporieten bekend.
De functie van de inwendig gelegen steenkanalen en zeefplaten is niet geheel duidelijk. Waarschijnlijk dienen de structuren om de waterhuishouding van het lichaamsvocht en bloedvloeistof te reguleren. Uit het ringkanaal ontspruiten ook verschillende blaasjes van Poli. Deze dienen waarschijnlijk eveneens om het watervaatstelsel te ondersteunen als opslagvat. Uiterlijk lijken de blaasjes op de ampullen die aan de voetjes gebonden zijn, maar ze zijn groter en in het lichaam gelegen. De blaasjes van Poli zijn niet direct verbonden met de radiaalkanalen zoals bij de ampullen het geval is. Het aantal blaasjes kan variëren van een enkel blaasje tot meer dan vijftig.

#### Buisvoetjes

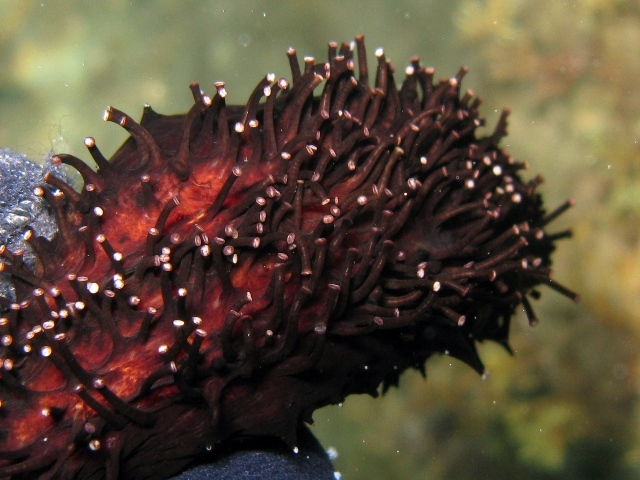
Buisvoetjes van de gewone zeekomkommer (Holothuria forskali).

Alle zeekomkommers hebben in beginsel vijf dubbele rijen kleine buisvoetjes of ambulacrale voetjes van de mond tot de anus die meestal gelijkmatig zijn gepositioneerd over het lichaam. Andere soorten hebben drie rijen aan de onderzijde en twee rijen gedegenereerde voetjes aan de bovenzijde. Sommige zeekomkommers hebben helemaal geen voetjes, bij deze soorten zijn ze gedegenereerd. In tegenstelling tot andere stekelhuidigen zijn de voetjes niet altijd in symmetrische rijen verdeeld, maar komen ze ook meer verspreid voor op het lichaam.
Het watervaatstelsel ondersteunt voornamelijk de voortbeweging van de zeekomkommer. Ieder voetje staat in verbinding met een klein blaasje in het lichaam. Deze blaasjes worden de ampullen of ampullae genoemd. Als een voetje op de huid moet worden uitgestoken wordt het corresponderende blaasje in het lichaam door kleine spiertjes samengeknepen zodat de vloeistof wordt verplaatst naar het voetje waardoor deze zich uitstulpt. Als de spier zich ontspant wordt het blaasje weer volgezogen met water uit het voetje. Door het uitstulpen en het weer intrekken van de voetjes kan een zeekomkommer zich verplaatsen. De benodigde vloeistof voor deze vorm van voortbewegen is afkomstig uit het onderliggende radiaalkanaal van het watervaatstelsel, dat met het voetje en ampulle is verbonden middels een kanaaltje. Om ervoor te zorgen dat er geen 'lekkages' optreden tussen de ampulle en een voetje enerzijds en het radiaalkanaal anderzijds zit een dun terugslagklepje in het kanaaltje tussen radiaalkanaal en ampulle en voetje.
Omdat de voetjes aan de bovenzijde van het lichaam niet meer worden gebruikt zijn ze vaak onderontwikkeld, ze hebben hun loopfunctie verloren. Deze 'pootjes' zijn vaak omgevormd tot kleine uitstulpingen van de huid. Bij een aantal zeekomkommers zijn de pootjes aan de bovenzijde zelfs volledig verdwenen.
Bij de zeekomkommers die helemaal geen pootjes meer hebben zijn deze vaak omgevormd tot ademhalingsorganen. Dit geldt voor alle groepen die tot de orde Apodida behoren, wat overigens zonder pootjes betekent. Bij deze soorten hebben de voetjes zich ontwikkeld tot vlezige huidpapillen die zuurstof uit het water onttrekken, net zoals bij de zeesterren. Dergelijke soorten hebben geen radiaalkanalen meer, de tentakels staan in directe verbinding met het ringkanaal rond de mondopening. Omdat zuurstof door de huid wordt opgenomen, zijn de waterlongen overbodig geworden en zijn dan ook afwezig.

#### Tentakels

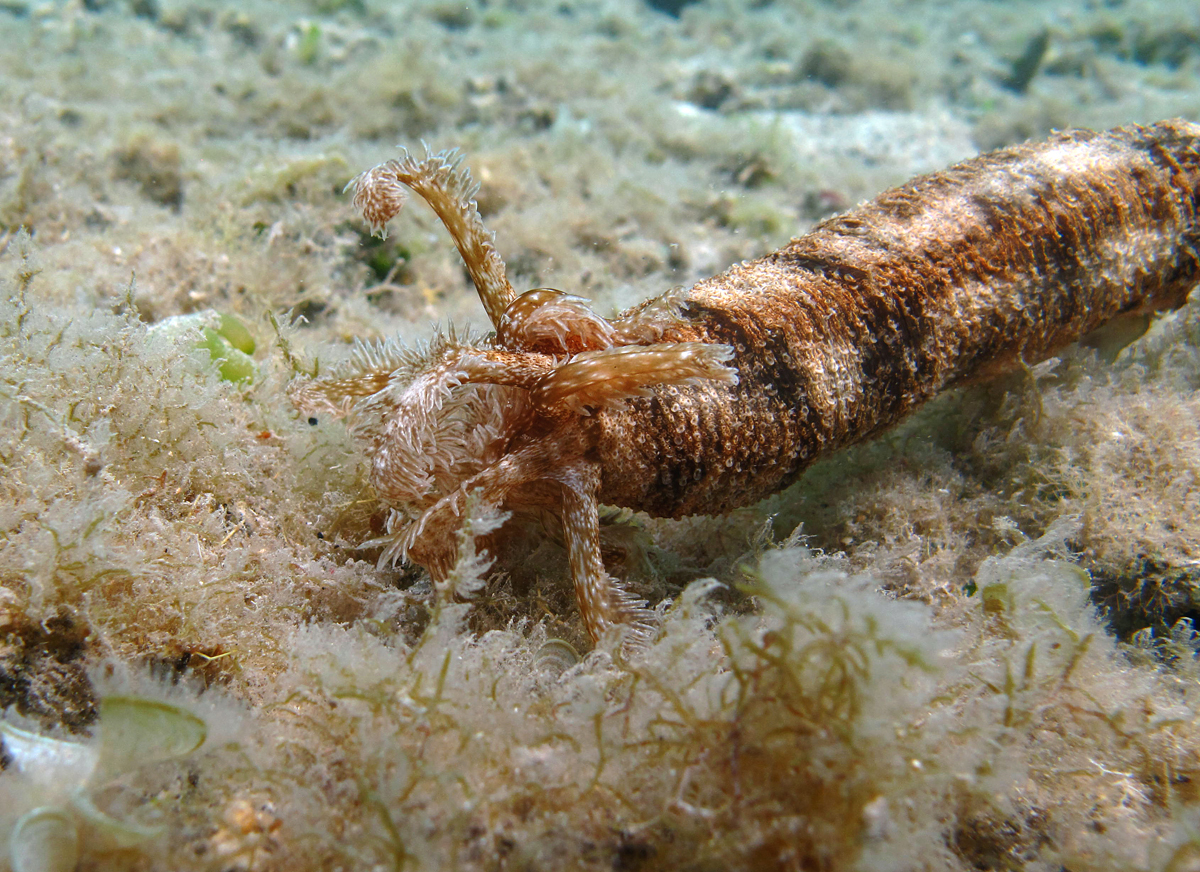
De soort Synapta maculata kan tot 2 meter lang worden.

Aan de voorzijde van het lichaam ligt bij vrijwel alle zeekomkommers een krans van verlengde voetjes, die de tentakels worden genoemd. De tentakels zijn feitelijk gemodificeerde voetjes maar de ampulla die de tentakels in- en uittrekken liggen in het lichaam en niet onder de huid. Deze ampullen van de mondvoetjes staan in directe verbinding met een aparte watervaatring rond de slokdarm. Zeekomkommers hebben ongeveer tien tot dertig tentakels die dienen om voedseldeeltjes uit de omgeving naar de monddelen te brengen. Bij de meeste groepen zijn de tentakels intrekbaar, bij een aantal groepen kunnen de tentakels niet worden teruggetrokken.
De tentakels bestaan bij de soorten die zand eten uit enkelvoudige, vingerachtige uitstulpingen die dienen om het zand in de mondopening te scheppen. Bij andere soorten zijn ze sterk vertakt zodat grote vangarmen ontstaan die een struikachtige verschijning hebben. Bij sommige zeekomkommers vormen de vertakkingen een schildachtig geheel. Door deze vertakkingen wordt het oppervlak van de tentakelkrans sterk vergroot zodat meer voedsel kan worden gevangen. Met name ingegraven soorten die niet actief naar voedsel zoeken bezitten brede sterk vertakte en veerachtige tentakels om kleine organismen uit het water te filteren.
Een kleine groep gebruikt de tentakels om zuurstof uit het water te halen. Het aantal tentakels is een belangrijk determinatiekenmerk en kan worden gebruikt om bepaalde groepen zeekomkommers van elkaar te onderscheiden.

### Spijsvertering
Rondom de mondopening van zeekomkommers ligt een krans van tentakels die het voedsel in de mondopening werken. De mondopening is voorzien van een ringvormige spier, de kringspier, die de opening afsluit als er niet gegeten wordt. Dit houdt parasieten buiten het lichaam. Het voedsel wordt vervolgens via een kleine slokdarm naar de maag en ten slotte de darm getransporteerd, zeekomkommers hebben een onopvallende maag. Ze kunnen hun maag niet uitstulpen zoals veel zeesterren. Als het voedsel de darm is gepasseerd komt het in een holte terecht die de endeldarm wordt genoemd. De endeldarm is relatief breed.
De lichaamsopening waarin de endeldarm uitmondt is tevens de ingang van de cloaca. De endeldarm is een holte niet alleen gebruikt wordt om voedselresten af te voeren maar verschillende andere functies heeft. Ook de ademhaling verloopt vaak via de endeldarm en in de darmen zijn bij een aantal soorten de zogenaamde buizen van Cuvier aanwezig die dienen om vijanden af te schrikken. Ten slotte is van sommige zeekomkommers bekend dat ze voedseldeeltjes opnemen via de anus en cloaca.
De cloaca wordt door spieren en bindweefsel stevig aan de lichaamswand gehecht. Om te voorkomen dat parasieten via de anus in het lichaam kunnen dringen, heeft een aantal zeekomkommers zogenaamde anale tanden, dit zijn verharde, tandachtige structuren die de opening deels afsluiten als deze niet wordt gebruikt. De darmen zijn met vele draadachtige structuren gehecht aan de lichaamswand, deze structuren worden de mesenteriën genoemd. Het geheel aan mesenteriën lijkt op een dunne hangmat die de verschillende inwendige organen op hun plaats houdt.
De darmwand is zowel voorzien van lengtespieren voor de peristaltische beweging van het voedsel als van kringspieren. Van ingegraven zeekomkommers is bekend dat ze hun uitwerpselen in de vorm van kleine balletjes wegschieten. Ze komen op enige afstand van het hol terecht zodat het water dat de zeekomkommer gebruikt om adem te halen niet wordt vervuild. Een voorbeeld hiervan is de noordelijk levende soort Leptopentacta elongata.

### Bloedsomloop en ademhaling

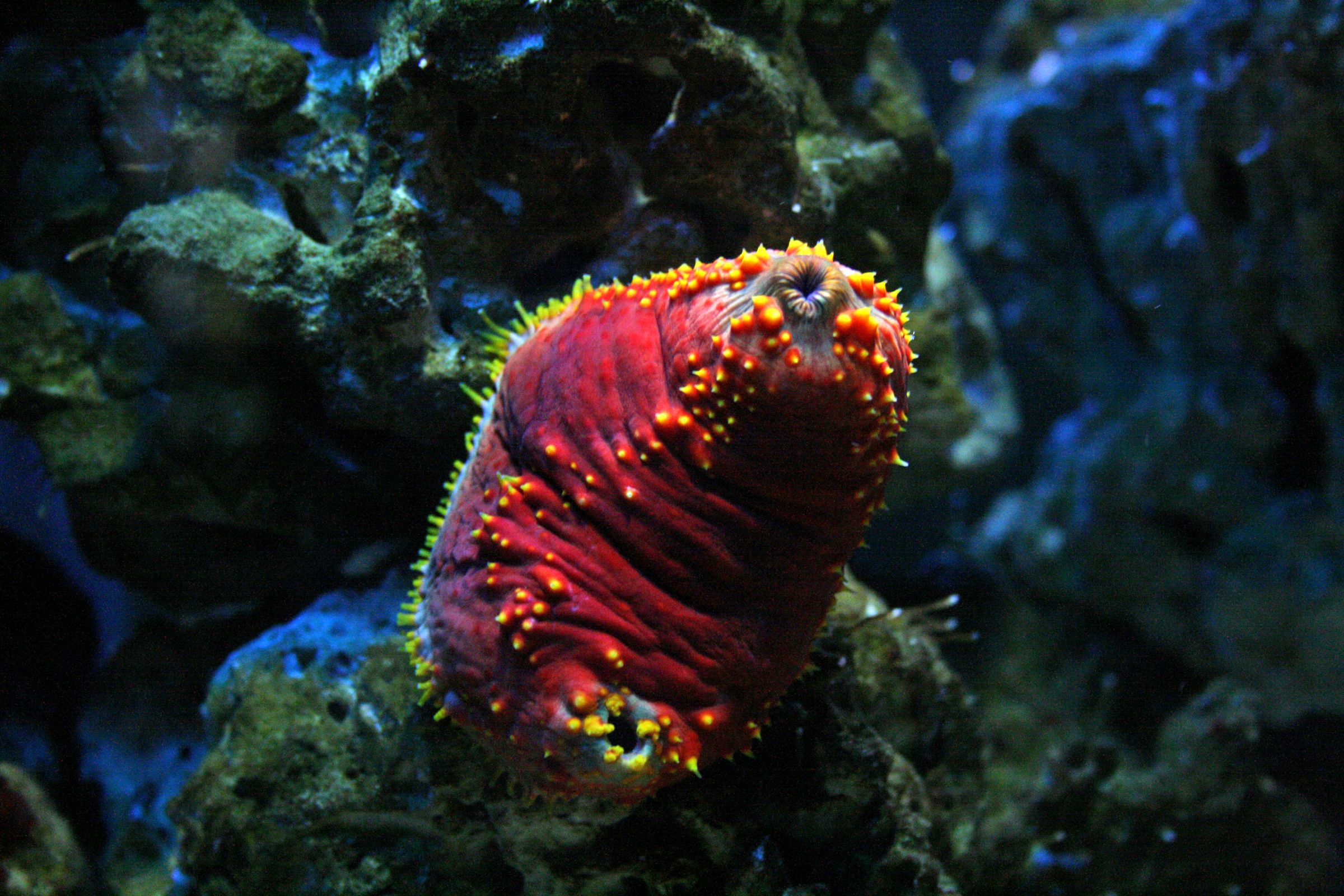
Lichaamsopeningen van Pseudocolochirus violaceus

Sommige zeekomkommers ademen met behulp van hun tentakels. Dit zijn in feite omgebouwde buisvoetjes die hun oorspronkelijke functie hebben verloren. Alle andere soorten ademen met behulp van waterlongen. Deze hebben eenzelfde functie als de kieuwen van vissen. Waterlongen komen alleen voor bij zeekomkommers en zijn niet bekend bij andere dieren, ook niet bij andere stekelhuidigen.
De waterlongen zijn sterk vertakte structuren die ontspruiten aan de achterzijde van het lichaam, ze staan in verbinding met de endeldarm. De waterlongen zijn in feite uitlopers van de cloaca die zich ontwikkeld hebben tot ademhalingsorganen. Ze vullen een groot deel van de lichaamsholte en lopen door tot vooraan in het lichaam. De zeekomkommer haalt adem door de waterlongen vol water te zuigen via de anus en de gespierde endeldarm. In de waterlongen vindt de gasuitwisseling plaats waarbij zuurstof wordt opgenomen en afvalstoffen worden afgegeven. Sommige zeekomkommers zuigen meerdere keren per minuut zeewater in en uit en anderen 'ademen' heel diep in om vervolgens het water er in één keer weer uit te persen. Hierbij wordt zuurstof afgegeven aan de lichaamsvloeistof die door het lichaam stroomt. Vele kleine trilharen die de binnenzijde van de lichaamsholte bekleden zorgen dat de stroming van de lichaamsvloeistof de juiste kant op gaat.
Zeekomkommers hebben geen hart of een vergelijkbaar orgaan en ze hebben ook geen echt bloed. Wel stroomt er een vloeistof door het lichaam die afgescheiden is van het watervaatstelsel en voedingsstoffen naar de lichaamscellen brengt. Deze kleurloze vloeistof wordt de bloedvloeistof genoemd en bestaat uit lichaamsvocht dat verrijkt is met zuurstof, afkomstig van het ademhalingsapparaat. De ruimtes in het lichaam waar bloedvloeistof aanwezig is worden de bloedlacunen genoemd en het geheel van kanalen wordt met bloedlacunestelsel aangeduid. De verbindingskanalen tussen de bloedlacunen lijken op de aderen van hogere dieren, maar hebben geen eigen vaatwand. Het zijn feitelijk kanaalachtige ruimtes tussen de verschillende lichaamsweefsels waarin de bloedvloeistof stroomt.
Door samentrekkingen van de lengtespieren van de darm wordt de bloedvloeistof in het lichaam rondgepompt. De darmwand is voorzien van vele zeer fijn vertakte bloedlacunen die voedingsstoffen onttrekken uit de darm. De voedingsstoffen worden door vijf kanalen verdeeld over het lichaam, deze kanalen zijn onder de radiaalkanalen van het watervaatstelsel gelegen. De uiteinden van deze bloedlacunen zijn eveneens vertakt maar ze eindigen doodlopend zodat het geheel geen ringvormig, gesloten systeem is.

### Zenuwstelsel
Stekelhuidigen hebben normaal gesproken drie verschillende zenuwstelsels, het arborale zenuwstelsel, het ectoneurale zenuwstelsel en het hyponeurale zenuwstelsel. Het aborale zenuwstelsel, dat de oriëntatie en beweging van bijvoorbeeld de sterk vertakte armen van de zeelelies regelt, ontbreekt echter bij de zeesterren en de zeekomkommers. Het ectoneurale zenuwstelsel bestaat uit een ringvormige zenuw rond de mondopening, met vertakkingen naar de tentakels, de voetjes en de huid. De zenuwstrengen in het lichaam zijn naast de radiaalkanalen van het watervaatstelsel gelegen. Het grootste deel van het ectoneurale zenuwstelsel bestaat uit zintuiglijke cellen op het bindweefsel van de huid, onder de dunne opperhuid. Deze registreren zowel mechanische veranderingen, als de zeekomkommer wordt aangeraakt, maar vooral chemische prikkels zoals in het water opgeloste stoffen. Een deel van de ectoneurale cellen registreert ook licht. Doordat de huidcellen geen verbinding hebben met een centrale zenuw vormen ze een netwerk van onafhankelijke zenuwcellen. De cellen in de huid worden onder andere gebruikt om andere zeekomkommers te vinden. Ze communiceren door hormoonachtige stoffen af te scheiden die door andere exemplaren kunnen worden waargenomen.
De zenuwcellen van de huid kunnen over het gehele lichaam voorkomen maar zijn vaak geconcentreerd aan de voor- en achterzijde. Het ectoneurale zenuwstelsel verzorgt ook de bewegingen van de tentakels rond de mond. De ringvormige zenuw waaruit het zenuwstelsel ontspringt bevat bij een aantal soorten ook statocysten. Dit zijn kleine holtes gevuld met een vloeistof en een aantal relatief zware cellen. De locatie van de cellen in de holtes is afhankelijk van de lichaamspositie van de zeekomkommer. Zo weet het dier of het op de buikzijde ligt of op de rugzijde. De statocysten dienen dan ook als een primitief soort evenwichtsorgaan.
Het hyponeurale zenuwstelsel ten slotte bestaat uit zenuwen die eveneens ontspruiten aan de zenuwring rond de mond. De strengen zijn gelegen tussen de huid en de radiaalkanalen. Dit zenuwstelsel stuurt de spieren in het lichaam aan die voor de voortbeweging zorgen.

## Voortbeweging

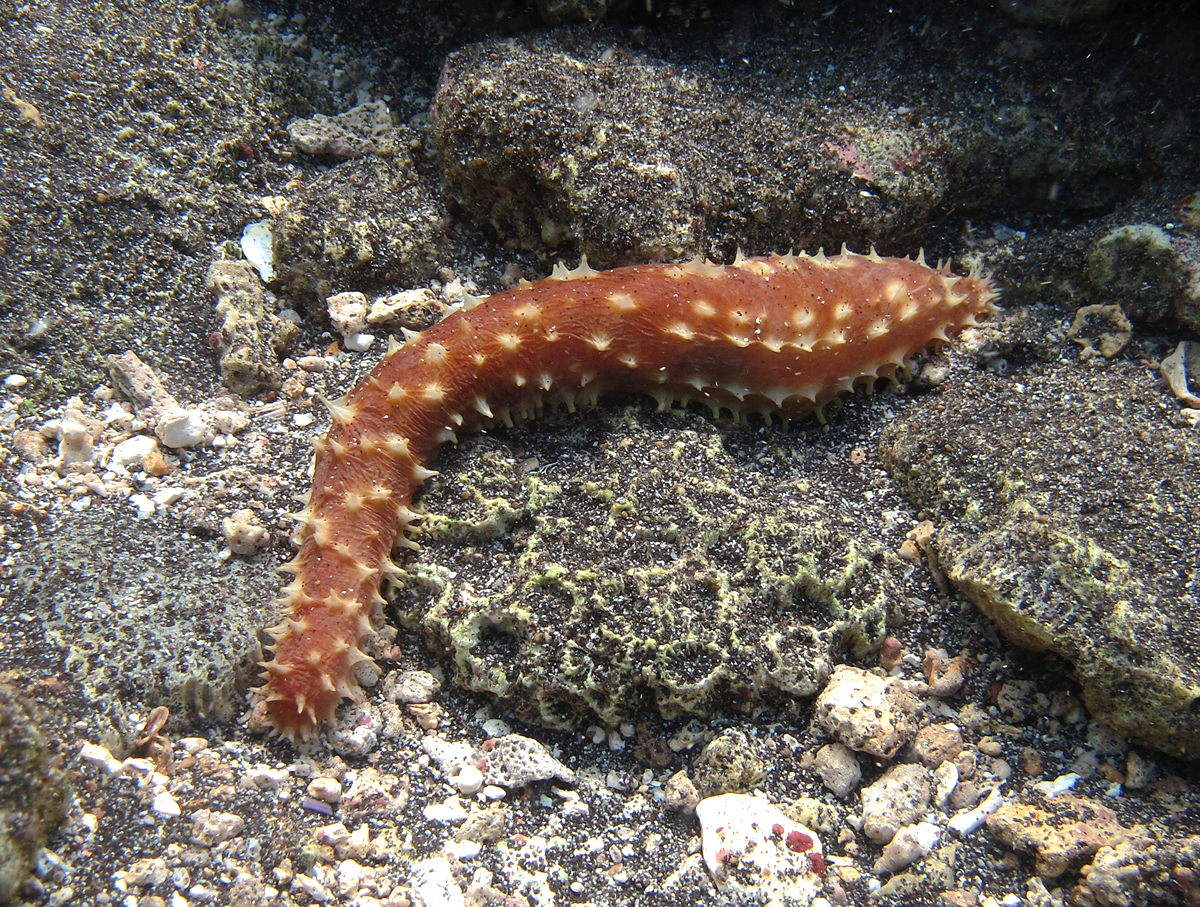
Veel zeekomkommers zoals de afgebeelde Holothuria hilla bewegen zich kruipend voort.

Zeekomkommers hebben een kruipende manier van voortbeweging en slechts enkele soorten kunnen zwemmen. De meeste soorten gebruiken de vele buisvoetjes die onderdeel uitmaken van het watervaatstelsel. De meeste soorten zijn niet erg snel, de ongeveer 25 centimeter lange soort Apostichopus parvimensis verplaatst zich met een snelheid van vier meter per uur.
De voetjes liggen aan de buitenzijde van het lichaam en staan in verbinding met kleine blaasjes aan de binnenzijde van het kalkskelet. Met name de drie rijen aan de buikzijde zijn vaak voorzien van duidelijke voetjes. De buisvoetjes eindigen vaak in een klein zuignapje net zoals van andere stekelhuidigen als zeesterren en zee-egels bekend is. De voetjes spelen een rol bij de voortbeweging, ze worden gebruikt om de onderzijde van het lichaam te ankeren terwijl een ander deel wordt verplaatst.
Het verplaatsen van het lichaam zelf is het gevolg van een peristaltische samentrekking van de lichaamsspieren. Als de zeekomkommer loopt, zuigen de voetjes aan de voorzijde van het lichaam zich vast, terwijl die aan de achterzijde worden ingetrokken. Vervolgens wordt de achterzijde van het lichaam ingekort en zuigen de voetjes zich weer vast terwijl die aan de voorzijde loslaten zodat het lichaam voorwaarts wordt bewogen.
Bij heel lange soorten zijn aan de onderzijde van het lichaam meerdere plaatsen te zien waarbij delen van het lichaam zich ankeren en zeer juist voorwaarts strekken. Bij een aantal zeekomkommers worden ook uit de huid stekende spiculae (kalkplaatjes in de huid) om het lichaam aan de ondergrond te hechten. Deze plaatjes hebben een gehaakte structuur en doen de huid ruw aanvoelen.
Zeekomkommers met een dergelijke manier van voortbewegen hebben een rupsachtige tred. De meesten verplaatsen zich regelmatig en zij hebben een vaste onderzijde van het lichaam. Zij zijn te herkennen aan de afgeplatte onderzijde die drie rijen voetjes bevat en het trivium wordt genoemd. De bovenzijde van dergelijke soorten bevat de overige twee rijen en wordt met de naam bivium aangeduid. Een voorbeeld is de soort Psolus diomedeae, die uiterlijk lijkt op een grote, gestekelde naaktslak.
Andere zeekomkommers verplaatsen zich simpelweg door de kleverige tentakels voor zich uit te strekken en deze vast te plakken aan de ondergrond en het lichaam wordt vervolgens meegetrokken. Van de dieren is ook bekend dat ze zich loodrecht kunnen verplaatsen zoals op rotsen maar ook op bijvoorbeeld de glazen wanden van een aquarium. Ze kunnen zich meestal niet achteruit verplaatsen. Als een dier in een doodlopende tunnel terechtkomt moet het dier het lichaam in een bocht wringen om er weer uit te geraken. Uitzonderingen zijn er echter ook; de soort Sclerodactyla briareus kan zowel voor- als achteruit lopen en kan het uitgestrekte lichaam zelfs zijwaarts verplaatsen.
Er zijn ook zeekomkommers die zich zelden verplaatsen, bij dergelijke soorten is het lichaam geheel rolrond en een afgevlakt deel aan de onderzijde ontbreekt. Deze soorten hebben vijf ontwikkelde rijen voetjes die gelijk zijn aan elkaar. Bij vertegenwoordigers uit het geslacht Cucumaria is bekend dat ze soms jarenlang op dezelfde locatie verblijven.

### Gravende soorten

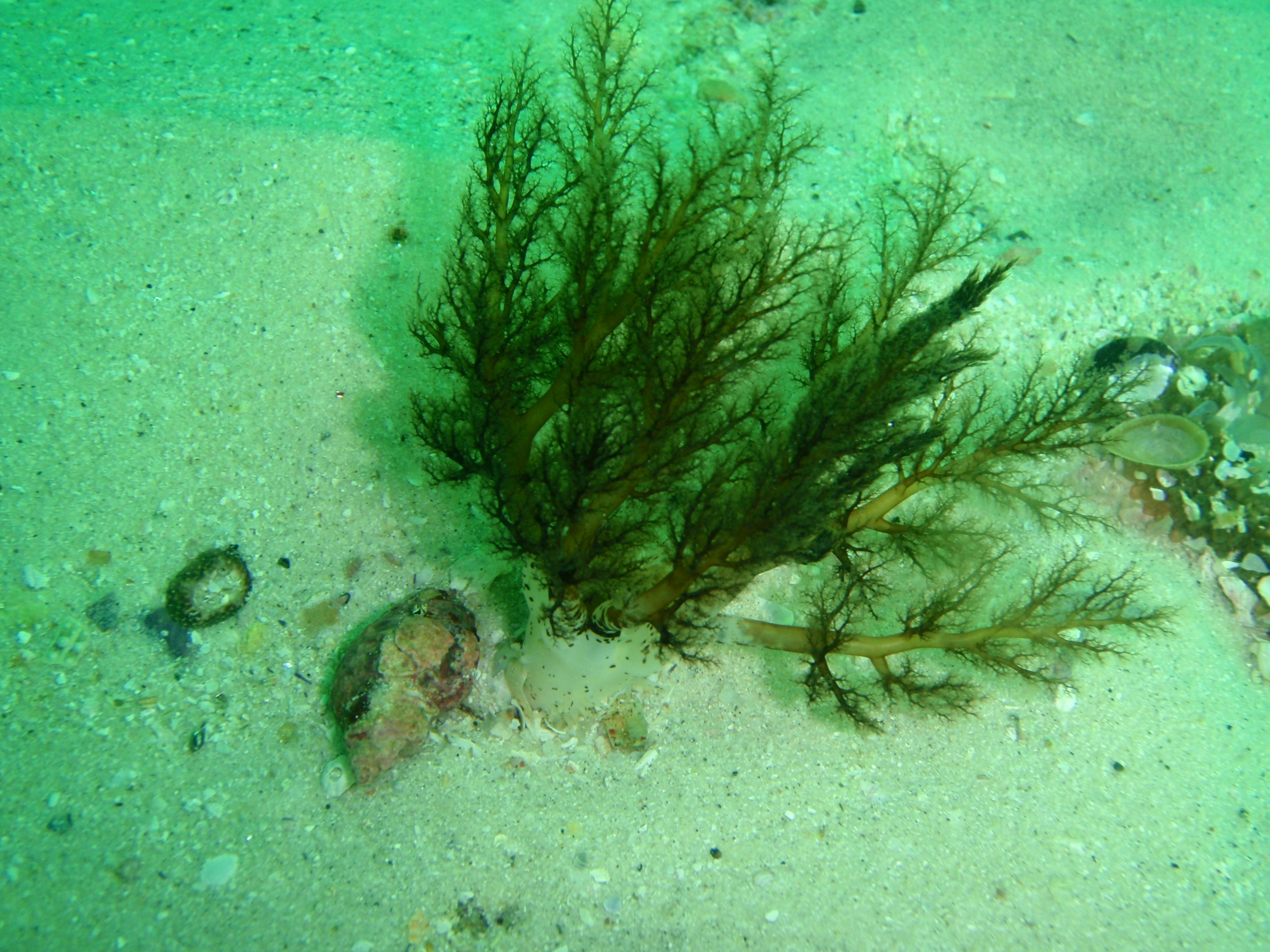
Gravende soorten hebben vaak sterk vertakte tentakels om voedsel te vangen.

Een aantal soorten graaft tunnels in de bodem, waarbij het lichaam zich ondergronds bevindt en de tentakels boven het substraat worden gestoken om voedsel te vangen. Zeekomkommers graven zich meestal niet loodrecht in, maar maken een schuine tunnel met de tentakels of laten zich letterlijk in de bodem zakken. De tunnel wordt vaak met een slijmlaagje bekleed zodat deze enige stevigheid verkrijgt.
Bij het graven worden meestal de tentakels aan de voorzijde van het lichaam gebruikt. Deze verplaatsen het zand waarna de zeekomkommer met de voorzijde eerst steeds dieper in de bodem verdwijnt. Dergelijke soorten kunnen binnen een minuut geheel onder het substraat bedekt worden. Andere zeekomkommers verplaatsen zich door het substraat met de tentakels in de mond te brengen waarbij de voedingstoffen in het lichaam worden opgenomen en de afvalstoffen via de anus worden uitgescheiden. Zo eten ze zich letterlijk naar beneden.
Veel zeekomkommers die zich ingraven moeten zowel eten als zich ontlasten terwijl het lichaam zich permanent in de bodem bevindt, een voorbeeld zijn de soorten uit het geslacht Psolus. Zij graven zich in in de zeebodem waarbij het lichaam omhoog wordt gekromd zodat de mond aan de ene kant boven het substraat wordt gestoken en de anus aan de andere kant uitsteekt. Soorten die tot de familie Synaptidae behoren maken een tunnel die ze bekleden met een dikke laag slijm. In deze ondergrondse 'cocon' kan de zeekomkommer ademen en eet zijn voedsel dat bestaat uit bodemdeeltjes. Alleen de anus steekt bij dergelijke soorten boven het substraat uit. Soorten die tot het geslacht Paracaudina behoren hebben een achterlichaam dat sterk is verlengd en dient om te ademen. Het draadachtige achterlichaam bevat een lange endeldarm die dient als adembuis, het voorlichaam bevindt zich permanent ondergronds.
Een sterker gespecialiseerde groep van gravende zeekomkommers zijn de vertegenwoordigers van het geslacht Rhopalodina. Deze zeekomkommers hebben een aangepaste lichaamsvorm waarbij het lijf lijkt op een chiantifles. Bij deze soorten zijn de mond en de anus in dezelfde steelachtige opening aan de bovenzijde geplaatst. Deze steel kan drie tot vier keer de lichaamslengte uitmaken. Zij leven eveneens permanent onder het oppervlak van de zeebodem. Ze eten bodemdeeltjes aan de voorzijde die aan de achterzijde weer worden uitgescheiden nadat de verteerbare voedingsstoffen zijn opgenomen. Dergelijke soorten lijken wat betreft levenswijze en ecologie sterk op regenwormen. Ze voeren net als regenwormen grote hoeveelheden materiaal door hun lichaam en woelen tijdens het foerageren de bodem om, zie ook onder het kopje voedsel.
Bij de soorten die het lichaam gebruiken om te graven, en niet de tentakels, hebben een afwijkende manier om zich in de bodem te verplaatsen. Hierbij wordt het middelste deel van het lichaam over de lengteas in de bodem gestulpt waarna de rest van het lichaam wordt meegetrokken. Tijdens het graven verandert de doorsnede van het lichaam hierbij sterk. Een voorbeeld van een dergelijke soort is Bohadschia vitiensis.
De snelheid waarmee de dieren zich ingraven verschilt per groep, van soorten uit het geslacht Thyone is bekend dat ze er uren over doen om een deel van het lichaam in te graven. Andere soorten zijn binnen enkele minuten volledig verdwenen.

### Zwemmende soorten

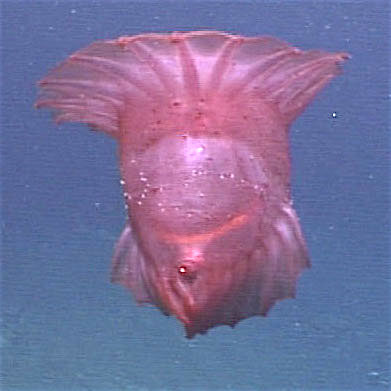
Enypniastes eximia is een vrijzwemmende soort.

Vrijwel alle zeekomkommers zijn langzame en plompe dieren die zich slechts moeizaam voortbewegen of ingraven. Er zijn echter enkele uitzonderingen die verschillende manieren hebben ontwikkeld om zich in de waterkolom te verplaatsen. Bij dergelijke soorten is sprake van zwemmen, hoewel de manier waarop de dieren zich door het water voortbewegen nogal verschilt.
Bij een klein aantal zeekomkommers beweegt het lichaam in S-vormige golven, zodat het dier loskomt van de bodem en er sprake is van zwembewegingen en niet meer van kruipen. Onder andere de soorten uit het geslacht Paelopatides en Leptosynapta zijn hiervoor gekend. Dergelijke soorten zwemmen echter slechts af en toe en niet permanent.
Andere soorten zwemmen regelmatig en het lichaam is hier meer op aangepast. Een voorbeeld is Galatheathuria aspera, die een ovaal lichaam heeft van ongeveer 15 centimeter lang en 10 centimeter breed. Het lichaam is sterk rogachtig afgeplat en heeft bovendien aan iedere zijde een vinachtige huidzoom die in een golvende beweging wordt gebracht bij het zwemmen. De zwembewegingen van de zeekomkommer doen hierdoor denken aan de manier waarop veel zeekatten zwemmen.
Ten slotte zijn er ook permanent zwemmende vormen, deze hebben een lichaamsbouw die meer lijkt op die van een kwal dan van een zeekomkommer. Bij deze soorten zijn de tentakels voorzien van een vliezig scherm. Dergelijke soorten hebben geen kalkplaatjes in het lichaam, deze zijn volledig gedegenereerd. Permanent in zee zwemmende dieren worden ook wel pelagisch genoemd. Een voorbeeld van een pelagische zeekomkommer is de soort Pelagothuria natatrix, die twaalf armachtige en met zwemvliezen verbonden tentakels heeft en wat betreft lichaamsbouw meer doet denken aan een octopus dan aan een zeekomkommer. Deze soort heeft aan zijn levenswijze een deel van zijn geslachtsnaam Pelagothuria te danken.

## Voortplanting en ontwikkeling

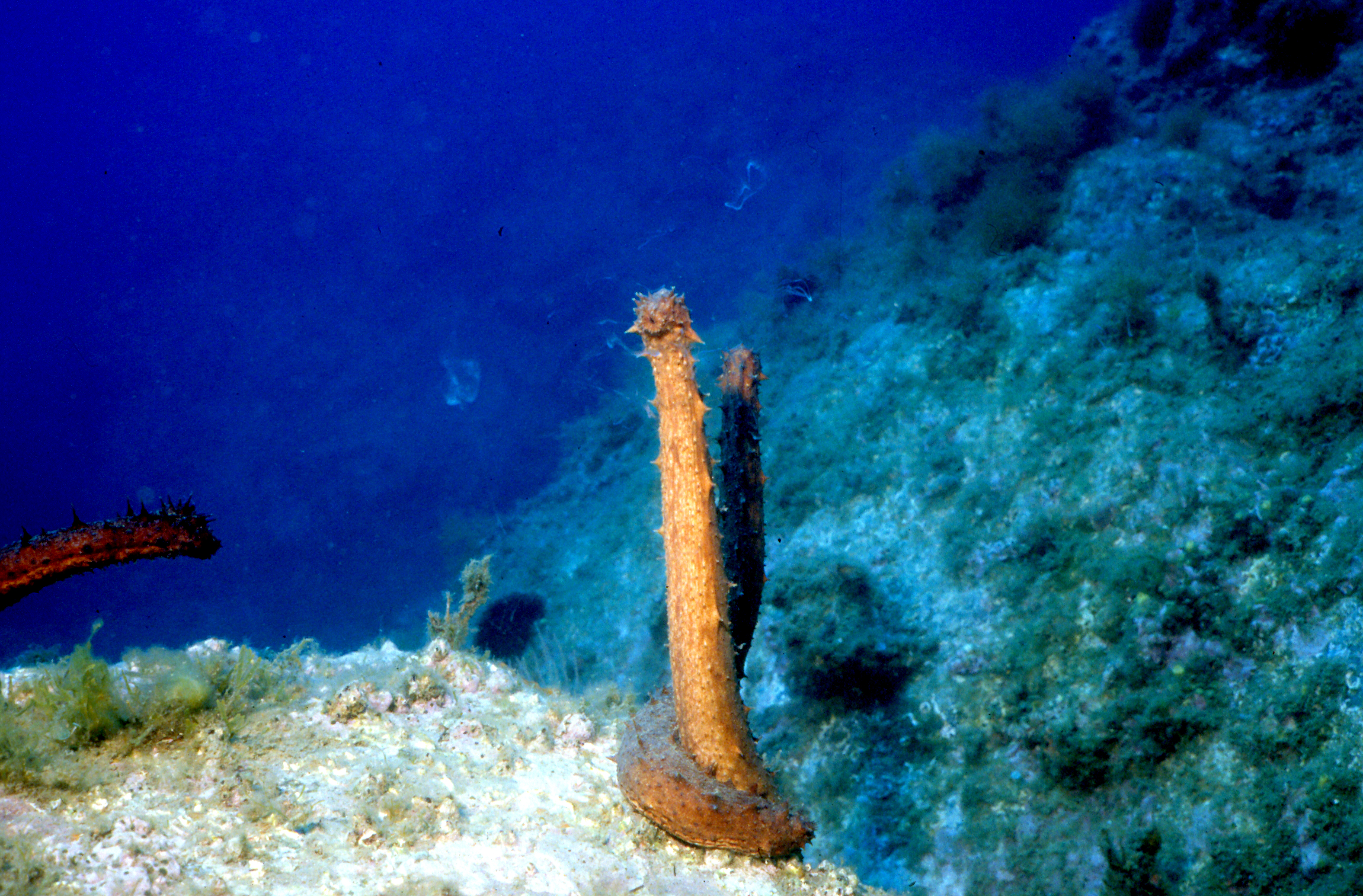
Twee deels omstrengelde exemplaren brengen hun geslachtscellen in het zeewater, deze zijn te zien als kleine witte 'wolkjes'.

Zeekomkommers zijn meestal van gescheiden geslacht en hebben dus mannelijke óf vrouwelijke geslachtsorganen. Van een aantal soorten is tweeslachtigheid bekend; vooral veel soorten uit de familie Synaptidae zijn tweeslachtig of hermafrodiet.
De meeste stekelhuidigen hebben vijf paar geslachtsorganen of gonaden, overeenkomstig met het aantal radiaalkanalen. Zeekomkommers hebben echter maar één geslachtsorgaan, dat vaak wel sterk vertakt is en een groot deel van de lichaamsholte inneemt. De geslachtsorganen van een mannetje lijken sterk op die van het vrouwtje. De inwendige geslachtsorganen hebben een verbindingskanaal naar de geslachtsopening aan de porie aan de mond. De geslachtscellen verlaten de zeekomkommer dus aan de voorzijde het lichaam, dit in tegenstelling tot de zeesterren, die geslachtsopeningen tussen hun lichaamslobben (armen) hebben.
De voortplantingstijd van veel soorten is van korte duur. In de voortplantingstijd zwellen de geslachtsorganen sterk op en kunnen dertig keer zo groot worden als normaal. Zeekomkommers geven hun geslachtscellen meestal af in de schemering of 's nachts. De mannelijke exemplaren spuiten als eerste hun zaadcellen in het omringende zeewater en de vrouwtjes doen vervolgens hetzelfde met hun eicellen. Waarschijnlijk worden de vrouwtjes geprikkeld door bepaalde stoffen die met het sperma meegevoerd worden. Als de geslachtscellen worden afgegeven zijn deze vaak te zien als een witte wolk die zich door het water verspreidt.
Tropische zeekomkommers kunnen zich het gehele jaar door voortplanten vanwege de hogere watertemperatuur. Veel soorten in gematigde streken of arctische wateren kennen een periode van enkele maanden per jaar waarin ze geslachtscellen uitscheiden. Dit gebeurt meestal in de lente of in de zomer wanneer de watertemperatuur hoger is. Bij de tweeslachtige zeekomkommers worden zowel zaad- als eicellen ontwikkeld in de gonaden. Deze worden echter nooit allemaal tegelijk afgegeven om zelfbevruchting te voorkomen. Dergelijke soorten geven hun mannelijke en vrouwelijke cellen af om de paar dagen. Tijdens het afgeven van de geslachtscellen richten de dieren zich vaak op, de soorten die ingegraven leven komen uit hun hol en steken het lichaam uit boven het substraat. Het uitscheiden duurt meestal een kwartier tot een half uur maar kan ook uren in beslag nemen.
De bevruchte eicellen kunnen naar de oppervlakte stijgen waar ze blijven drijven maar ze kunnen ook naar de bodem zinken. De eieren bevatten net als die van andere dieren een dooier die voedingsstoffen bevat voor het zich ontwikkelende embryo. Sommigen produceren eieren met een kleine dooier, deze worden doorgaans zo'n 0,1 millimeter in doorsnede. Zeekomkommers die een grotere dooier meegeven met de eieren produceren een ei tot 3 mm in doorsnede.
Sommige zeekomkommers planten zich vegetatief voort door zichzelf simpelweg in tweeën te delen waarbij de beide delen weer uitgroeien tot twee levensvatbare zeekomkommers. Voorbeelden zijn soorten uit de geslachten Psolus en Actinopyga. Dit moet niet verward worden met de verdedigingsstrategie van andere soorten waarbij ze een deel van het lichaam afsnoeren en achterlaten. Bij deze soorten is alleen het voorste deel van het lichaam levensvatbaar.

### Larve

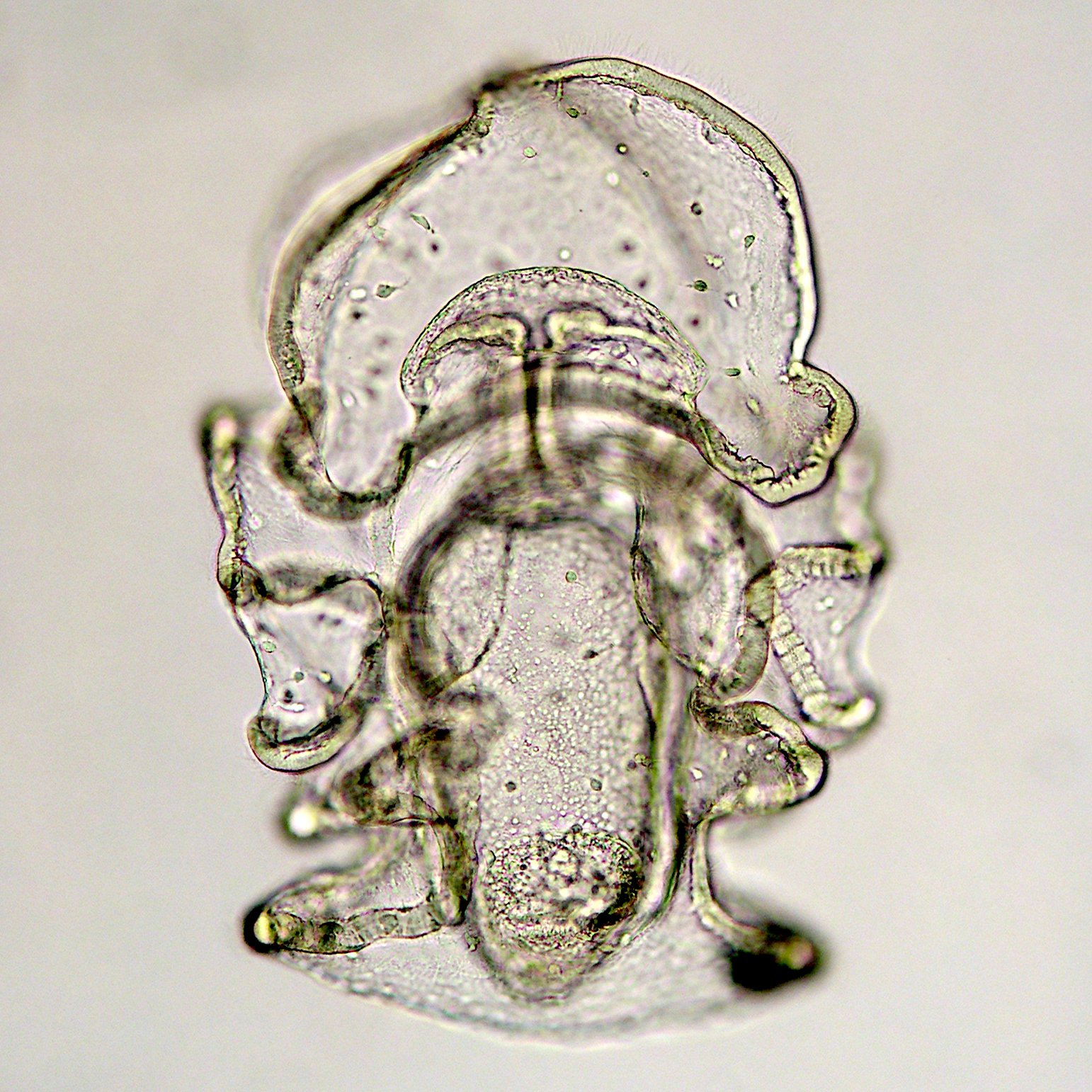
Auricularialarve van een onbekende zeekomkommer.

Als het embryo in het ei voldoende is ontwikkeld komt er een sterk afwijkende levensvorm tevoorschijn die totaal niet lijkt op het volwassen dier. Dit jonge stadium wordt het larvestadium genoemd. Er zijn verschillende opeenvolgende larvale stadia waarbij de onderontwikkelde dieren steeds drastisch van lichaamsvorm veranderen tot ze uiteindelijk een miniatuurversie van de ouderdieren worden.
De larven zijn microscopisch klein als ze uit hun ei kruipen en behoren vaak de eerste tijd van hun leven tot het drijvend plankton. De larven drijven met de zeestromen mee en omdat het kleine diertjes zijn worden ze tot het fytoplankton gerekend. De larven van een aantal soorten zijn planktotroof en voeden zich met organisch materiaal. Bij andere soorten hebben de larven een voedselvoorraadje meegekregen van de eicel waardoor ze niet hoeven te eten. Dit wordt wel lecithotroof genoemd.
De larven hebben een in drieën verdeelde lichaamsholte dat omringd is door een kalkskelet. Ze hebben een bilaterale lichaamsvorm, wat wil zeggen dat ze tweezijdig symmetrisch zijn, in tegenstelling tot de volwassen zeekomkommer. De jonge larven worden de auriculariën genoemd en lijken uiterlijk sterk op de larven van zeesterren, die overigens met bipinnaria worden aangeduid. De auricularialarve heeft een rij trilhaarcellen aan beide zijden van het lichaam die een met een transportband vergelijkbare functie hebben; de trilharen brengen voedseldeeltjes naar de mondopening. De larve gebruikt de trilharen ook om te zwemmen en kan zich zo verplaatsen.
Later metamorfoseert de larve tot een doliolarialarve. De rijen trilhaarcellen worden verdeeld in drie tot vijf banden rond het lichaam. De doliolarialarve heeft vaak een tonvormig lichaam en kan zich alleen voortbewegen door om de lichaamsas te draaien. Het lichaam is in dit stadium voorzien van hoepelvormige banden trilhaarcellen op het tonvormige lichaam. De doliolarialarve is het eerste stadium waarbij de vijfstralige symmetrie zichtbaar is. Van een aantal zeekomkommers is bekend dat ze nog een tussenstadium kennen dat het vitellariastadium wordt genoemd. Ze nemen hierbij geen voedsel meer op maar zijn volkomen lethargisch.

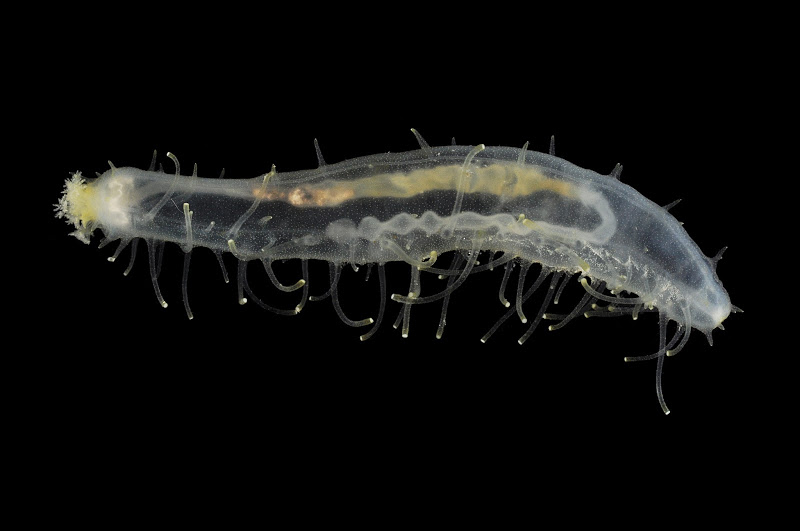
Een juveniel exemplaar van een Labidodemas- soort.

Het laatste larvale stadium is het pentactulastadium, waarbij de eerste buisvoetjes (of ook wel ambulacrale voetjes) zich ontwikkelen. De trilhaarkransen worden dan afgeworpen en de larve gebruikt steeds meer de buisvoetjes en de tentakels naarmate deze zich verder ontwikkelen. De pentaculalarve is het eerste stadium waarbij de larve enigszins lijkt op een kleine zeekomkommer.
Nadat de larven een laatste gedaanteverwisseling ondergaan verkrijgen ze het voor stekelhuidige karakteristieke dikke onderhuid die vele kleine kalkplaatjes bevat. Veel soorten doen er jaren over om volwassen en geslachtsrijp te worden. De levensverwachting van een gemiddelde zeekomkommer is vijf tot tien jaar.

### Broedzorg
De larven van de zeekomkommer zijn zeer kwetsbaar voor predatie en slechts een deel van de larven slaagt erin zich te ontwikkelen tot een volwassen dier. Van veel zeekomkommers is bekend dat ze de juveniele exemplaren beschermen zodat ze een grotere overlevingskans hebben. Van sommige soorten is bekend dat de bevruchte eicellen in het lichaam worden opgenomen tot de jonge zeekomkommers tevoorschijn komen. Hierdoor kan het auriculariastadium (auriculariën) en soms ook het doliolariastadium zich in het ei voltrekken zodat de larve zich uit het ei direct in het stadium bevindt. Een voorbeeld is de soort Holothuria floridana, die na ongeveer vijf dagen het ei verlaat in het pentactulastadium met ontwikkelde buisvoetjes, het auriculariastadium en het doliolariastadium hebben zich bij deze soort volledig in het ei voltrokken. Het komt ook voor dat de juvenielen in de buurt van de volwassen dieren blijven. De volwassen zeekomkommers scheiden hormoonachtige verbindingen uit waar de juvenielen op af komen.
Van een aantal soorten is bekend dat de vrouwtjes de bevruchte eieren in zakachtige huidlacunes op de rug meedragen. Soms wordt een eitje per zakje meegedragen maar ook zijn er soorten die in iedere zak eitjes plaatsen. De eieren worden altijd door de tentakels in de huidzakken gebracht. Van enkele soorten is beschreven dat ze de eieren in de maag laten uitkomen in speciale broedkamers.

## Voedsel

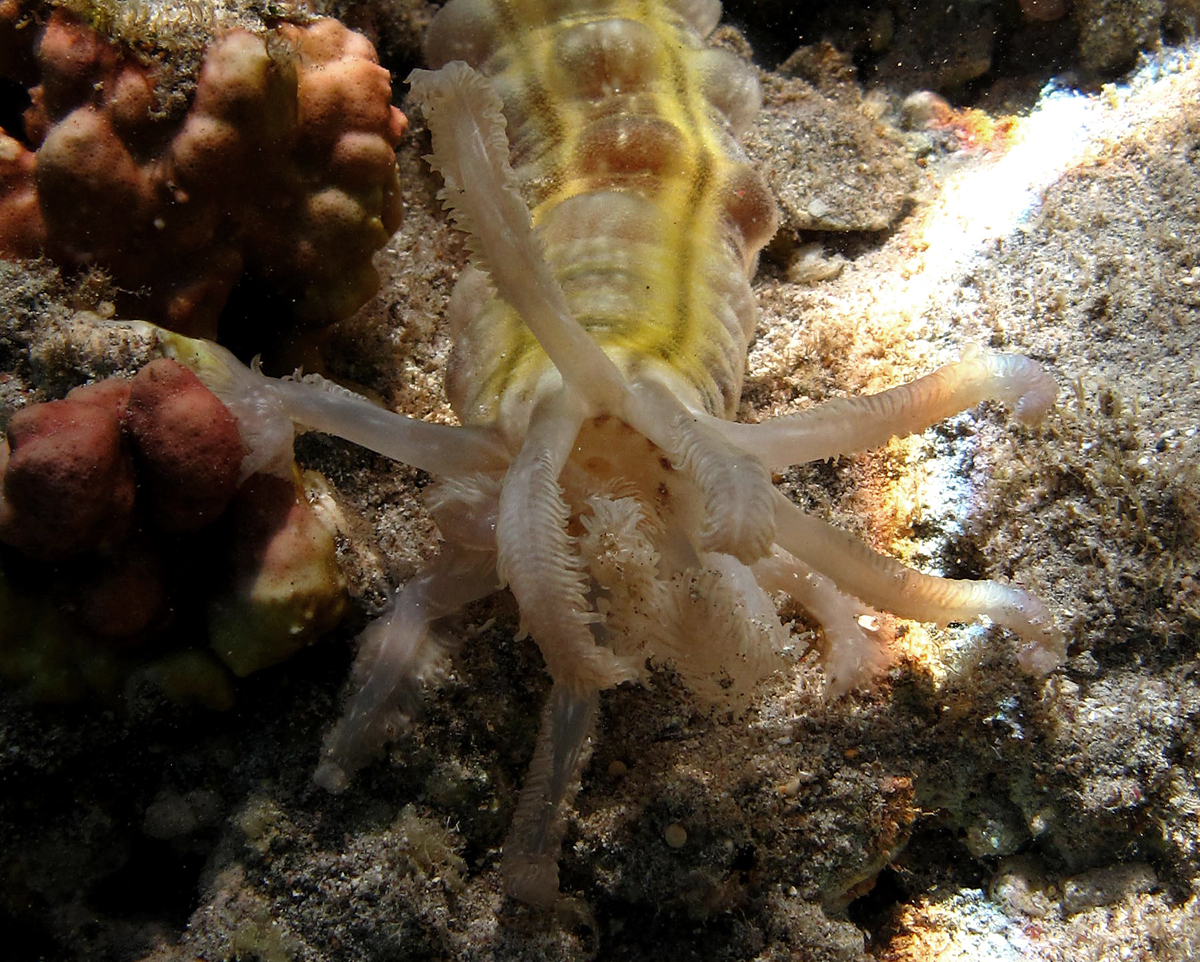
Zeekomkommers eten met hun tentakels, afgebeeld is Euapta godeffroyi.

Zeekomkommers leven van organisch materiaal in het substraat of van kleine dieren of organische deeltjes die in het zeewater zweven. De meeste soorten vangen plankton en kleine diertjes die met behulp van de gespecialiseerde tentakels worden buitgemaakt.
Soorten die voedsel uit het water filteren hebben tentakels die een kleverige stof afscheiden zodat het voedsel blijft plakken. Zeekomkommers die in de bodem leven en veerachtige tentakels hebben trekken deze regelmatig in om zo de vastgelijmde prooidiertjes buit te maken. De tentakels worden hiertoe om de zoveel tijd in de mondopening gestoken waarna de opening wordt gesloten en de tentakel uit de mondopening wordt getrokken. Deze manier van eten lijkt nog het meest op het 'aflikken van de vingers'.
Een aantal vertegenwoordigers van de orde Apodida eet door zandkorreltjes met de tentakels in de mond te brengen. Zandkorrels zijn begroeid met microscopisch kleine algen en in het zand leven ook andere kleine organismen zoals diatomeeën die worden opgenomen en verteerd. Omdat voornamelijk zand wordt opgegeten is de maaltijd niet erg voedzaam en zij zijn dan ook vrijwel voortdurend bezig met eten. Soorten uit de orde Aspidochirotida is bekend dat ze een harkachtige structuur aan het uiteinde van de tentakels dragen die zand in de mond schept.
De gravende zeekomkommers hebben zich soms zeer sterk gespecialiseerd in het filteren van voedsel uit het substraat. Dergelijke soorten verwerken vaak grote hoeveelheden bodemmateriaal, van sommige soorten is bekend dat ze in een etmaal een droog gewicht van 150 tot 160 gram zand uitscheiden. Paracaudina chilensis eet vrijwel continu en scheidt per uur 6 tot 7 gram verteerd zand uit. Van de soort Isostichopus badionotus is bekend dat er twee tot driemaal per 24 uur zo'n 60 tot 70 gram zand wordt afgegeven. Uit een onderzoek van populaties rond Bermuda bleek eens dat dergelijke soorten in staat zijn om een hoeveelheid van 500 tot 1000 ton zand per jaar te verplaatsen. Zeekomkommers worden gezien als de bodemverbeteraars van de zee; ze recyclen tot 90% van het bodemmateriaal. Van soorten die in koraalriffen leven is bekend dat er ongeveer 4000 exemplaren per hectare kunnen worden aangetroffen. Gezamenlijk zijn zij in staat om jaarlijks 60 ton zand te verwerken. De ecologische rol van zandetende zeekomkommers is te vergelijken met die van regenwormen; ze zetten organische stoffen om in mineralen. Hierdoor komen deze beschikbaar voor andere dieren en planten, die ze gebruiken om te groeien en op hun beurt weer worden opgegeten.
Zeekomkommers hebben als groep geen vast tijdstip waarop ze foerageren, sommige soorten eten in de ochtend en andere aan het einde van de middag. Ook is bekend dat ze alleen eten als de omgevingstemperatuur geschikt is. In bepaalde gebieden zijn zeekomkommers minder actief en eten ze ook minder in de winter en in andere streken wordt juist in de zomerperiode gevast.

## Vijanden en verdediging

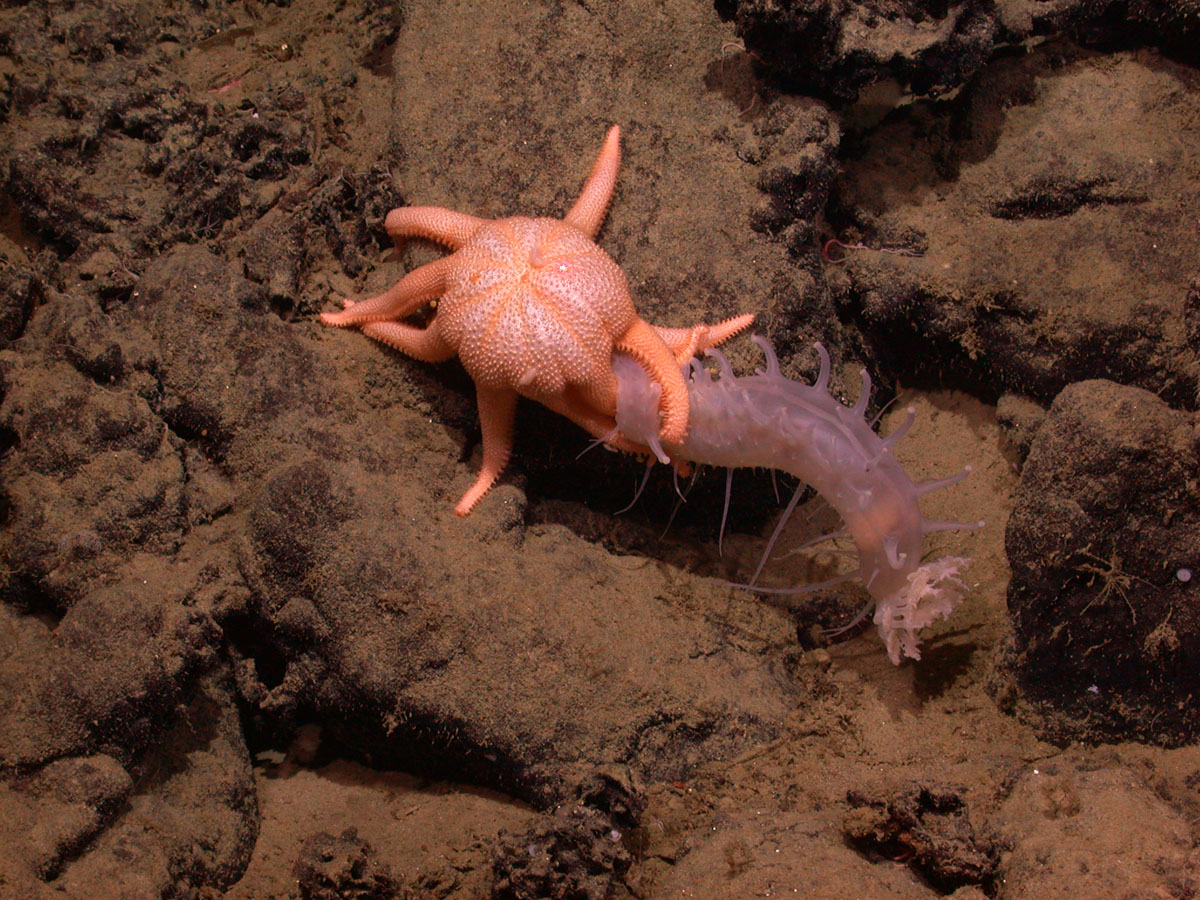
Een zeester eet de zeekomkommer Pannychia moseleyi.

Zeekomkommers hebben verschillende interacties met andere dieren. Sommigen zijn aan te merken als commensaal; ze leven samen met een zeekomkommer en beide hebben daar voordeel bij. Andere dieren eten de stekelhuidigen of tasten ze aan, dergelijke organismen worden respectievelijk vijanden en parasieten genoemd. Zeekomkommers hebben verschillende methoden om zich tegen vijanden te verdedigen.
De belangrijkste natuurlijke vijanden zijn vissen, zeesterren, slakken, grotere kreeftachtigen, zeeschildpadden, rovende vogels en zeezoogdieren. Met name op de bodem levende vissen zijn aan te merken als een belangrijke groep van vijanden. Ook van andere zeedieren is soms waargenomen dat ze zeekomkommers eten, zoals grote rovende slakken, zeesterren en kreeftachtigen. Zeekomkommers maken echter geen belangrijk deel uit van het menu van deze dieren. Ook van meeuwen is bekend dat ze weleens een zeekomkommer eten.
Van een aantal soorten zeeschildpadden is bekend dat ze zeekomkommers eten. De platrugzeeschildpad (Natator depressus) is een van de schildpadden waarbij zeekomkommers een belangrijk deel van het menu vormen.

### Mutualisme

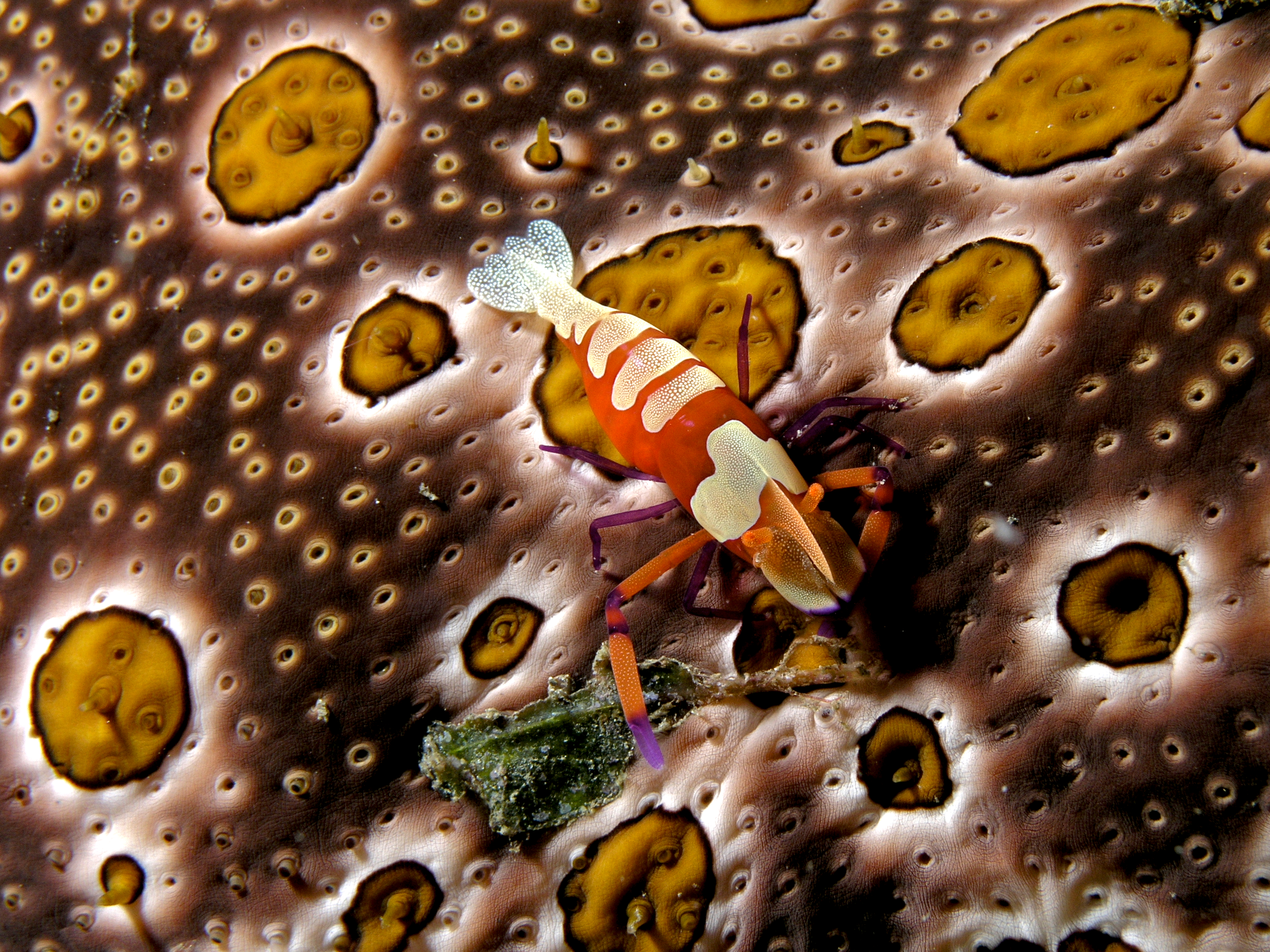
De garnaal Periclimenes imperator leeft commensaal op de zeekomkommer Bohadschia argus.

Er zijn uiteenlopende dieren die samenleven met zeekomkommers maar geen schade aanrichten. Voorbeelden zijn verschillende soorten garnalen, krabben en borstelwormen.
Zeekomkommers kunnen hun huid zelf niet schoon houden van aangroei van andere organismen. Op de huid kruipen vaak andere dieren die de verontreinigingen, parasieten of aangroei op de huid opeten. Dergelijke dieren speuren de huid van de zeekomkommer af op zoek naar aangroei en parasieten die ze vervolgens opeten. Zowel de zeekomkommers als de garnaal, krab en borstelworm hebben hier profijt van en een dergelijke samenwerkingsvorm wordt wel mutualisme genoemd. In ruil dient de zeekomkommer als 'bunker', de schoonmaakploeg schuilt onder het lichaam van hun gastheer bij gevaar. Andere stekelhuidigen hebben een dergelijke schoonmaakploeg niet nodig, ze bezitten kleine tangachtige orgaantjes op de huid – de pedicellariën – die de huid schoonhouden.
Van sommige tweekleppigen zoals Devonia semperi is bekend dat ze zich met hun voet vastzuigen op de huid. De tweekleppigen richten geen schade aan maar gebruiken de zeekomkommers slechts als 'taxi' om van A naar B te komen.

### Parasieten
Zeekomkommers hebben voornamelijk te duchten van vijanden die het dier niet direct buitmaken en opeten, maar op de huid of in de ingewanden leven en het lichaam langzaam aantasten. Dergelijke vijanden worden parasieten genoemd en zeekomkommers worden geïnfecteerd door een groot aantal dieren uit verschillende groepen. Voorbeelden zijn kleine eencelligen die tot de trilhaardiertjes of Ciliophora behoren. Deze houden zich op rond de tentakels en voeden zich met deeltjes die door de zeekomkommer worden verzameld. Andere soorten leven in de organen of op het lichaamsweefsel. Verschillende eenoogkreeftjes (Copepoda) die in de slokdarm van de zeekomkommer leven zijn eveneens als parasitair aan te merken.
Ook van sommige weekdieren zoals tweekleppigen en slakken is bekend dat ze zowel in het lichaam als op de huid van een zeekomkommer leven. Op de huid levende slakken boren gaatjes in het lichaam en zuigen de lichaamssappen van de zeekomkommer op. Inwendig levende weekdieren tasten de weefsels aan. Ook vertegenwoordigers van de eencelligen uit de groep van de Apicomplexa leven soms in zeekomkommers. Deze komen overal in het lichaam voor omdat ze leven in de lichaamsvloeistof en de bloedlacunen.

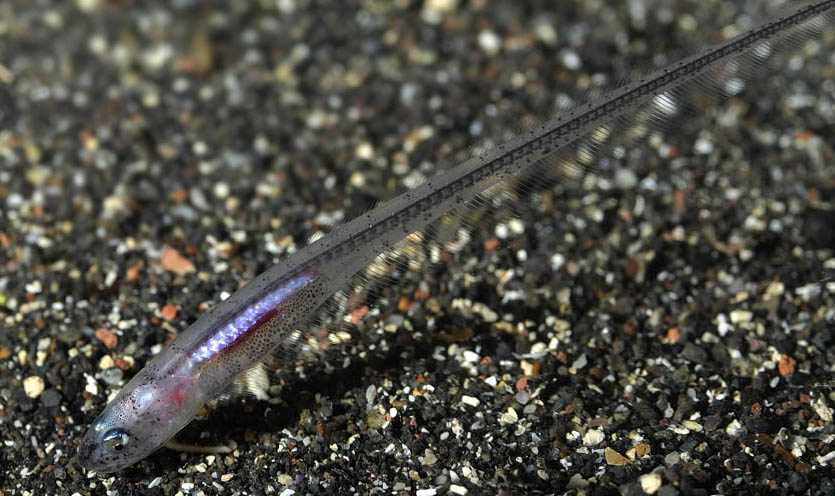
Vissen uit het geslacht Carapus leven commensaal in zeekomkommers.

Zeekomkommers hebben te vrezen van sommige vissen die behoren tot de familie parelvissen en het geslacht Carapus. Deze vissen dringen het lichaam van een zeekomkommer binnen via de anus en vreten zich een weg door de waterlongen, waarna ze zich uiteindelijk te goed doen aan de geslachtsorganen en het weefsel van de waterlongen. Een zeekomkommer die ten prooi valt aan een dergelijke vis overleeft deze schade meestal vanwege het uitzonderlijke regeneratievermogen. De volwassen naaldvissen gebruiken een zeekomkommer daarnaast als schuilplaats; ze zwemmen dan achterwaarts – met de puntige staart eerst – de endeldarm van een grote zeekomkommer binnen om aan vijanden te ontkomen.
Ten slotte leven er verschillende trilhaarwormen uit de klasse Turbellaria in zeekomkommers; deze zijn met name in de darmen en de lichaamsholte te vinden. In de endeldarm worden soms de zeer kleine krabben uit het geslacht Pinnixa aangetroffen.
Zeekomkommers hebben per leefgebied specifieke parasieten. Een voorbeeld is de soort Cucumaria frondosa die door de slak Thyonicola dogieli wordt geparasiteerd. Deze slak kan een lengte bereiken van tien keer die van de gastheer, wat mogelijk is omdat het lichaam van het dier in vele lussen wordt gedraaid.

### Verdediging

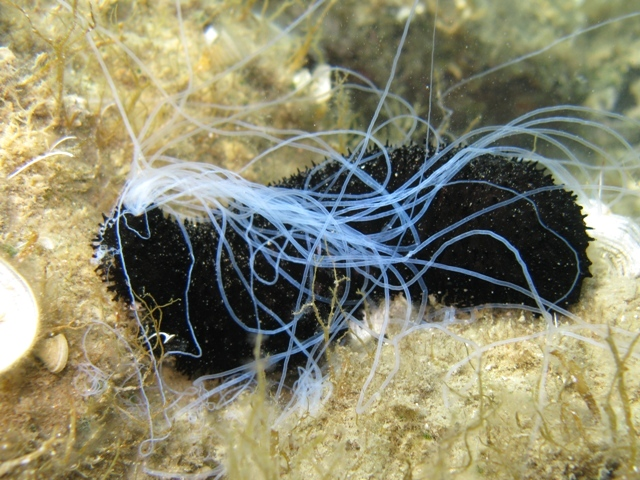
Gewone zeekomkommer (Holothuria forskali) stoot de buizen van Cuvier uit.

De meeste zeekomkommers kennen een vorm van passieve verdediging bestaande uit het huidskelet van kleine kalkplaatjes. Veel soorten bevatten giftige verbindingen in het lichaam die alleen voorkomen bij zeekomkommers. Daarnaast zijn veel soorten in staat om hun organen af te stoten zodat vijanden worden afgeleid. Sommige soorten hebben zelfs speciale aftakkingen van de darmen die worden uitgescheiden via de anus om vijanden af te weren.
Bij een groot aantal zeekomkommers bevat de huid en sommige organen een giftige verbinding, die irriterend of zelfs dodelijk is voor andere dieren zoals vissen. Deze verbinding wordt tot de saponinen gerekend. Bij de zeekomkommers wordt de stof holothurine genoemd, deze naam is afgeleid van de wetenschappelijke naam van de zeekomkommers; Holothuroidea. Scheikundig gezien bestaat holothurine uit een glycoside die een triterpeengroep bezit. Holothurinen worden waarschijnlijk ook gebruikt als verdediging tegen kreeftachtigen.
Sommige zeekomkommers bezitten daarnaast een verdedigingsorgaan dat bij geen enkele andere diergroep voorkomt. Alleen soorten uit de familie Holothuridae kennen deze gespecialiseerde vorm van verdediging. Als deze zeekomkommers worden bedreigd, scheiden ze lange en dunne witte draadachtige buisjes af. Deze worden wel de buizen van Cuvier genoemd, de draadachtige buisjes nemen sterk in volume toe als ze met water in aanraking komen. De draden worden ook zeer kleverig en hechten gemakkelijk aan een predator en aan de ondergrond, of bedekken de lichaamsdelen van een vijand zodat deze zich slechts beperkt kan bewegen.
De buisjes bevatten tevens een hogere concentratie giftige stoffen dan in de huid van de zeekomkommer wordt gevonden. De buizen van Cuvier worden na gebruik geregenereerd en zijn na enkele weken weer volledig ontwikkeld voor een volgende confrontatie. De buizen van Cuvier worden soms uitgescheiden als er geen direct gevaar is. Vermoed wordt dat een zeekomkommer af en toe zijn endeldarm als het ware 'schoonspoelt' met behulp van de buisjes om zich van parasieten te ontdoen. Het systeem kan slechts eenmaal in de zoveel tijd worden ingezet, aangezien het minstens enkele weken duurt eer de organen weer zijn aangegroeid. Aan de buizen van Cuvier is de lokale naam katoenspinner te danken voor de gewone zeekomkommer (Holothuria forskali).

### Autotomie

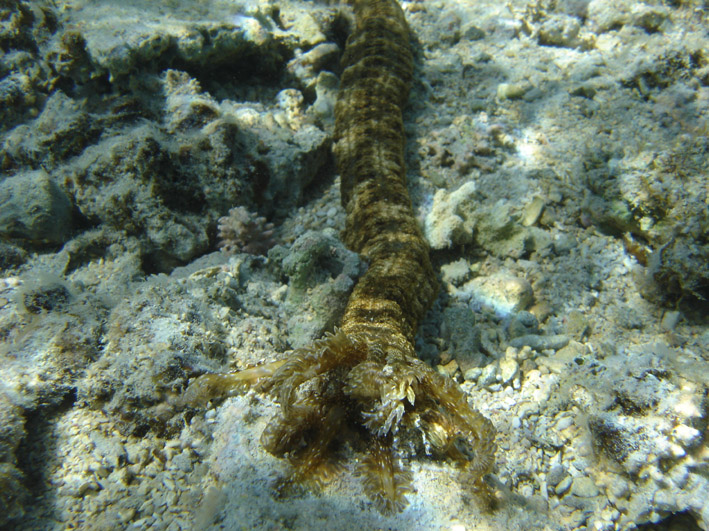
Synapta maculata is in staat delen van het achterlijf af te stoten bij gevaar.

Zeekomkommers zijn in staat om binnen relatief korte tijd de afgestoten lichaamdelen weer op te bouwen, dit verschijnsel wordt wel regeneratie genoemd. Als een zeekomkommer wordt bedreigd kan het dier zijn organen via de anus naar buiten spuiten om vijanden af te leiden. Dit vermogen om lichaamsdelen af te stoten om als geheel te overleven wordt wel zelfamputatie of autotomie genoemd.
Zeekomkommers zijn in staat om hun ingewanden zoals de waterlongen en de darmen uit te scheiden via de anus als ze worden bedreigd. Veel vijanden laten de zeekomkommer hierdoor met rust en doen zich tegoed aan de uitgestoten organen. De organen blijven buiten het lichaam enige tijd bewegen zodat de kans wordt vergroot dat een vijand zich hierop focust. Meestal worden hierbij de geslachtsorganen, de waterlongen en het gehele darmkanaal uitgescheiden. Deze organen zijn net als de buizen van Cuvier plakkerig en vijanden kunnen hierin verstrikt raken. Bij de meeste soorten worden de organen via de anus naar buiten gebracht maar er zijn ook soorten bekend die de ingewanden via een spleet in de huid uitstoten.
De organen worden bij een aantal soorten ook uitgestoten als er geen bedreiging is. Dit komt voor als de leefomstandigheden tegenzitten, zoals bij vervuiling of een ongeschikte temperatuur. Van enkele soorten is zelfs bekend dat ze in een bepaald jaargetijde standaard hun gehele darmstelsel vernieuwen. Van de soorten Parastichopus regalis uit de Middellandse Zee en Apostichopus californicus uit de Grote Oceaan is bekend dat er in het najaar vrijwel geen exemplaren meer worden aangetroffen met intacte ingewanden. Deze groeien in de loop der tijd weer aan. Het is niet geheel duidelijk wat het specifieke doel is van een dergelijk gedrag, dat uniek is in de dierenwereld.
Van de vertegenwoordigers uit de familie Synaptidae is bekend dat ze delen van het lichaam kunnen afsnoeren waardoor de zeekomkommer een of meer delen van de achterzijde van het lichaam achterlaat terwijl de voorzijde ervandoor gaat om te ontsnappen. De voorzijde groeit uiteindelijk weer uit tot een volledige zeekomkommer. Deze strategie komt ook voor bij veel hagedissen die hun staart kunnen afwerpen om aan vijanden te ontkomen.
Soorten die hele lichaamsdelen afscheiden bouwen het lichaam weer op vanuit de draadachtige weefsels in de lichaamsholte, de mesenteriën. Zeekomkommers die de darmen uit het lichaam scheiden bouwen weer nieuwe darmen op uit de achtergebleven weefsels. De eerder genoemde soort Apostichopus californicus kan de darmen binnen enkele maanden regenereren, de soort Parastichopus regalis kan binnen enkele weken een nieuw darmstelsel laten aangroeien en van sommige tropische soorten is een tijdsbestek van negen dagen voldoende.

## Relatie tot de mens

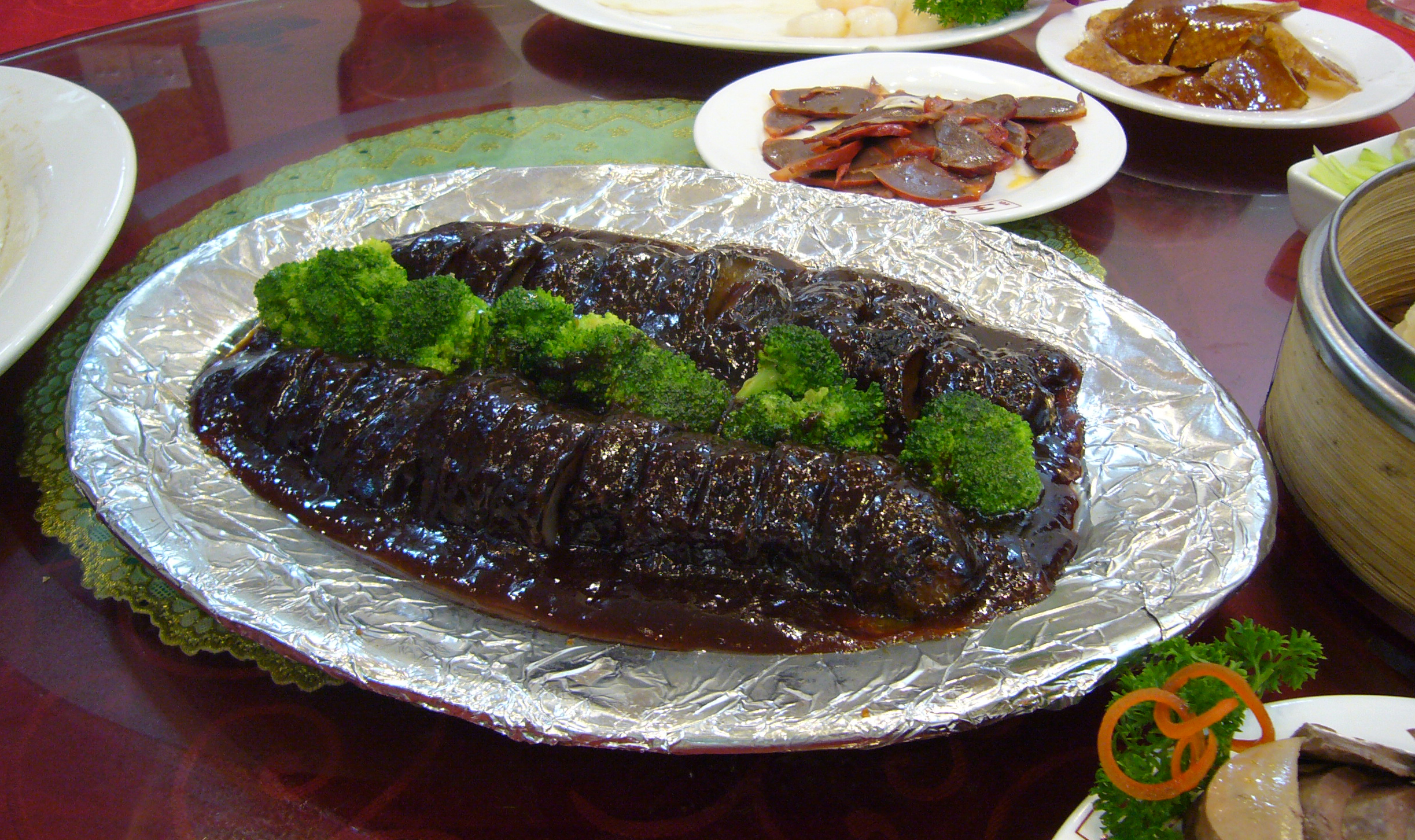
Gerecht van gesneden zeekomkommer met saus en groenten.

Zeekomkommers vervullen een belangrijke rol in het ecosysteem; ze verwerken dood organisch materiaal tot kleinere fracties die kunnen worden opgenomen door andere dieren en planten. Ze worden wel de stofzuigers van de zee genoemd en ook wordt hun ecologie wel vergeleken met die van regenwormen.
Verschillende soorten spelen een bescheiden rol in het leven van de mens. In een aantal landen worden ze als voedsel en medicijn beschouwd. Een aantal soorten is door de intensieve vangst sterk in aantal achteruit gegaan. Sommige soorten zijn als gevolg van grootschalige visserij zeldzaam geworden en worden beschouwd als bedreigd.

### Zeekomkommers als voedsel
In West-Europa worden ze zelden gegeten, maar in andere landen zijn sommige soorten erg populair in gerechten. Veel eetbare soorten behoren tot de orde Aspidochirotida. Sommige soorten zijn in de culinaire wereld relatief kostbaar omdat ze worden gebruikt in exquise gerechten. Dergelijke soorten worden op grote schaal met de hand gevangen, vooral in mediterrane landen. Een aantal zeekomkommers wordt door de grote commerciële waarde sterk overbevist, waardoor ze zeldzaam zijn geworden.
Zeekomkommers kunnen zowel rauw worden gegeten als gekookt en gedroogd voordat ze in gerechten worden gebruikt. De gewone zeekomkommer is een bekende Europese soort die onder andere in de Portugese keuken wordt gebruikt. Vaak worden de grotere dieren eerst ontdaan van hun ingewanden en daarna worden ze gekookt en vervolgens gerookt of geroosterd. Gedroogde en gerookte exemplaren zijn geschikt voor de export. Gedroogde exemplaren worden in stukjes gehakt en in de soep gebruikt. Kleinere soorten worden vaak rauw in salades verwerkt.
In Aziatische keukens gebruikt men verschillende eetbare zeekomkommers in grote hoeveelheden. Zeekomkommers maken al meer dan duizend jaar deel uit van het voedsel van de mens in delen van Azië. In China bloeide de vraag naar de dieren vooral in de zeventiende eeuw op. De dieren werden hoofdzakelijk geïmporteerd uit naburige Aziatische landen. Populaire soorten komen uit het geslacht Stichopus, met name deze soorten worden al heel lang beschouwd als erg smaakvol door Chinese koks.

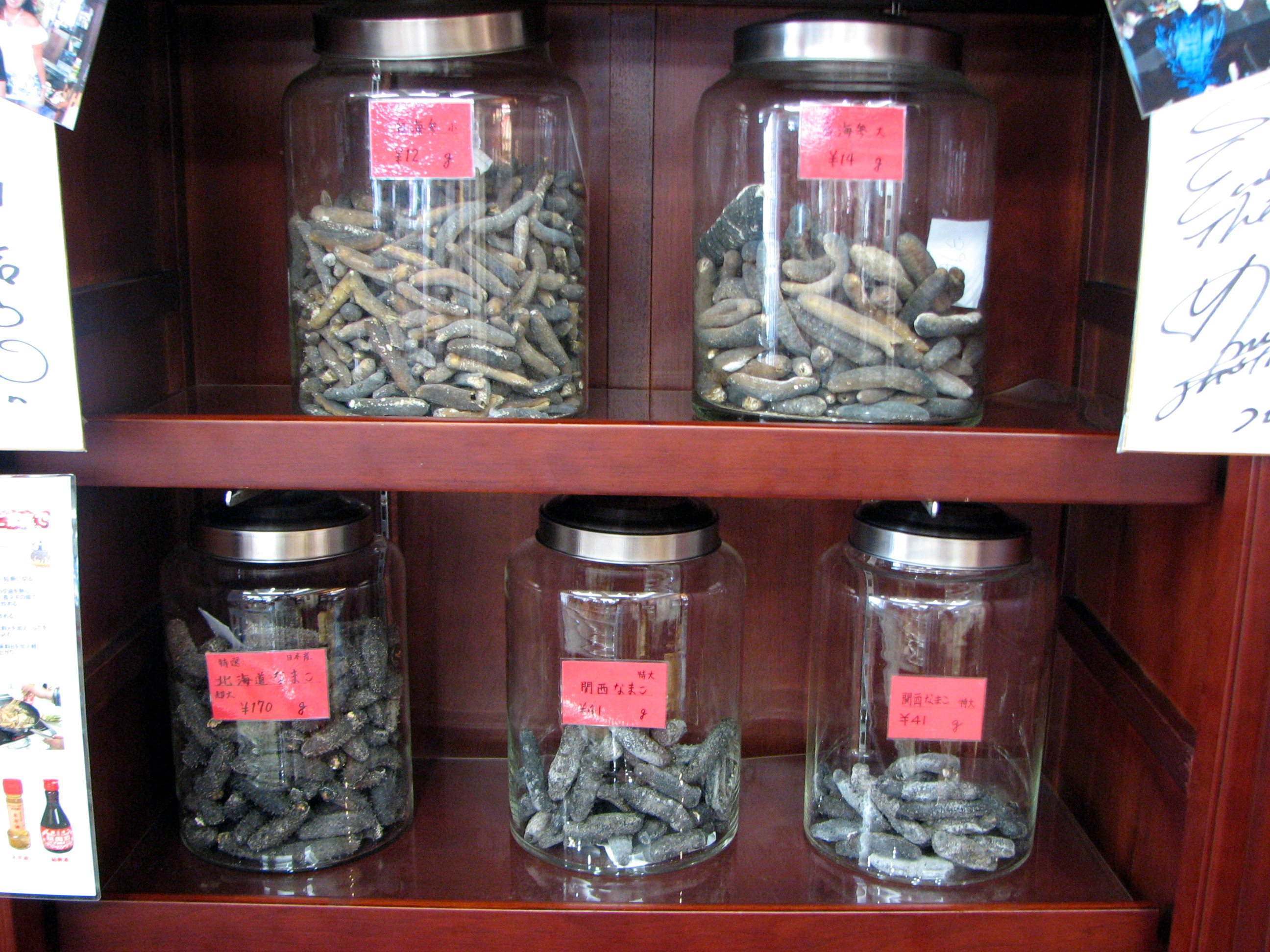
Verschillende soorten worden als medicijn gebruikt, deze afbeelding is gemaakt in een apotheek in Yokohama, Japan.

Holothuria scabra is een van de bekendste soorten binnen de handel in de stekelhuidigen. Deze soort komt in grote aantallen voor in ondiepe wateren en kan daardoor gemakkelijk commercieel geoogst worden in vergelijking met andere zeekomkommers. Ook is de soort eenvoudig op te kweken in gevangenschap. Zeekomkommers werden in sommige Aziatische landen zoals Sri Lanka als onrein gezien. De vraag naar zeekomkommervlees nam in de jaren zeventig een hoge vlucht en hierdoor werden verschillende soorten commercieel interessant. In sommige gebieden in Azië worden gedroogde zeekomkommers gebruikt als plantenmest voor landbouwgewassen.

### Medicijn
Zeekomkommers hebben daarnaast een status als levenselixer in Aziatische landen zoals China. Het eten van zeekomkommers zou eenzelfde werking hebben als die van andere 'speciale dieren' of delen daarvan en is vergelijkbaar met de status van haaienvinnen, insecten die zijn aangetast door de schimmel Cordyceps, de plant ginseng en het vlees van verschillende soorten schildpadden. Aan dergelijke traditionele medicijnen worden verschillende geneeskundige krachten toegeschreven, variërend van het helen van onschuldige aandoeningen tot levensbedreigende ziektes. Zeekomkommers zouden onder andere wonden helen en werken tegen gewrichtspijn en impotentie. Het zou zelfs artritis verlichten en de groei van kwaadaardige tumoren remmen. Voor een positief effect van de dieren bij alle genoemde kwalen en ziektes is echter geen wetenschappelijk bewijs geleverd.
Een aantal verbindingen die afkomstig zijn van zeekomkommers zijn mogelijk interessant voor de farmaceutische industrie. Verschillende uit zeekomkommers geïsoleerde verbindingen worden onderzocht op een eventuele tumorremmende werking. Van sommige soorten is bekend dat ze lectines bevatten, dit zijn verbindingen die giftig zijn voor insecten en onder andere worden gebruikt om de malariamug onder controle te houden.

### Giftigheid

Structuurformule van holothurine-B

Zeekomkommers dragen vaak een vergif in de huid en sommige organen en hierdoor smaken ze erg onaangenaam als ze worden aangevallen. Het gif dient om vijanden af te weren en in hogere concentraties is holothurine dodelijk voor vissen. De stof wordt door de lokale bevolking in sommige gebieden zelfs gebruikt om te vissen. Door het lichaamsweefsel van een giftige zeekomkommer te beschadigen komt het gif vrij in het water waardoor vissen verdoofd raken en gemakkelijk kunnen worden gevangen. Ook haaien zijn gevoelig voor het gif en in landen waar grote haaien leven wordt holothurine gebruikt om ze te bestrijden. Duikers moeten rekening houden met het feit dat holothurinen blindheid kunnen veroorzaken als het in de ogen terechtkomt en de huid irriteert.
Uit laboratoriumproeven blijkt dat muizen binnen korte tijd sterven als holothurinen in de bloedbaan terechtkomen. Voor mensen is holothurine schadelijk als het in contact komt met lichaamsweefsels. Bij de bereiding worden de dieren meestal gebakken en door verhitting worden de verbindingen afgebroken.
Zeekomkommers worden soms in een zoutwateraquarium gehouden als exotisch huisdier. Een aantal soorten geldt door de bonte lichaamskleuren als decoratief. Sommige soorten kunnen echter beter vermeden worden als er in het aquarium ook andere dieren aanwezig zijn. Een giftige zeekomkommer kan de vissen in een aquarium doden.

### Bedreiging en bescherming

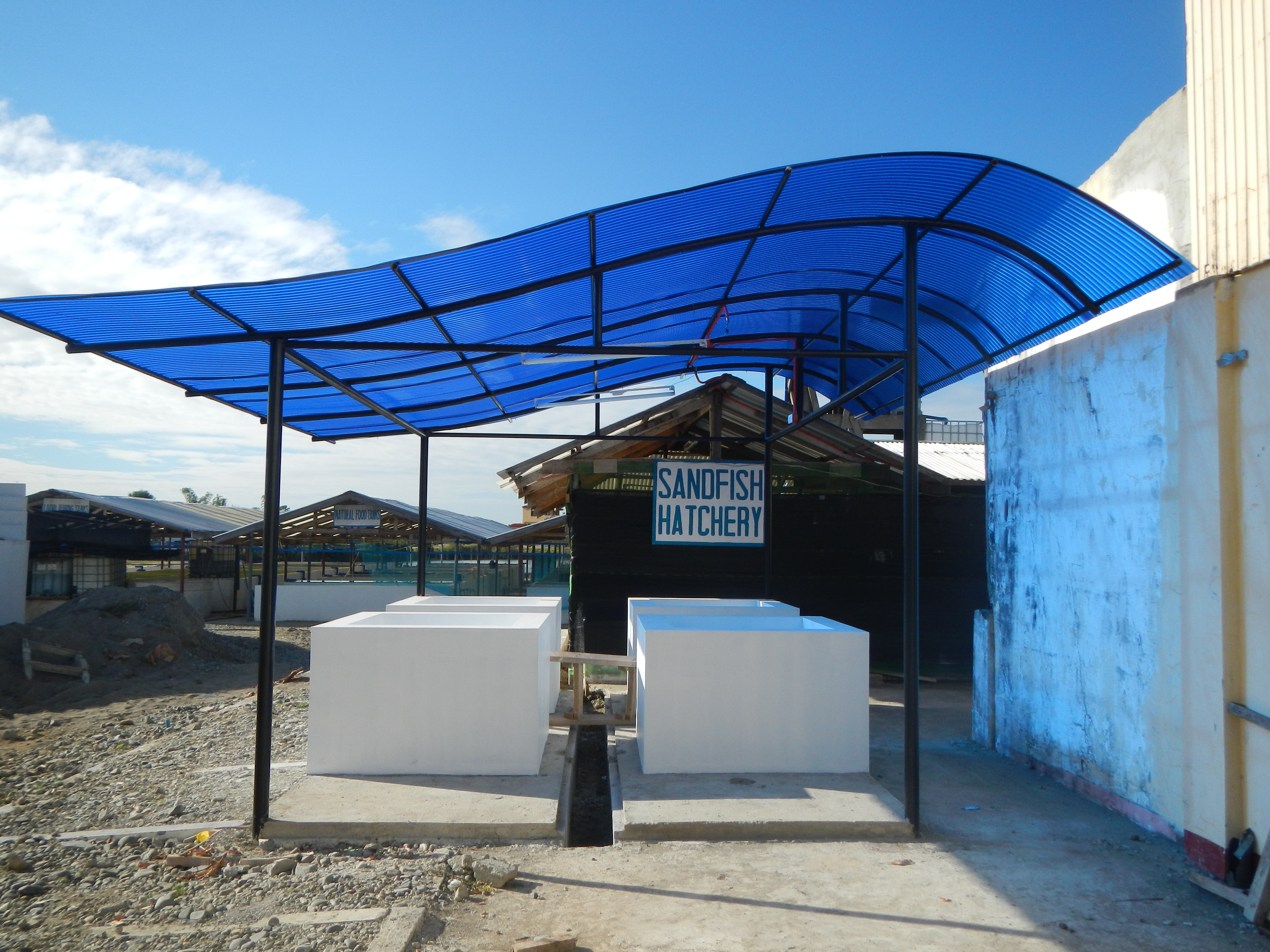
Zeekomkommers worden soms opgekweekt om de dieren later uit te zetten in de natuur. Hier een kwekerij uit Alaminos, Filipijnen.

Een aantal soorten zeekomkommers is door de visserij zeldzamer geworden of wordt zelfs met uitsterven bedreigd. Omdat de dieren een belangrijke ecologische schakel vormen, kan in een gebied waarin ze verdwijnen het gevolg zijn dat het biotoop ongeschikt wordt voor andere dieren.
De soort Isostichopus fuscus leeft rond de Galapagoseilanden en is op grote schaal gevangen voor consumptie en de handel in traditionele medicijnen. Deze soort wordt vooral geëxporteerd naar Hongkong, Japan, Singapore en Taiwan. Hierdoor wordt de soort tegenwoordig als bedreigde diersoort beschouwd. Er is een vangstquotum vastgesteld van vier miljoen exemplaren per seizoen, maar het aantal illegaal gevangen exemplaren is waarschijnlijk een veelvoud daarvan. Bij een inval van de politie in Ecuador werden eens meer dan 90.000 illegaal gevangen exemplaren in beslag genomen.
In het oosten van Rusland wordt de zeekomkommer Cucumaria frondosa veel gevangen, deze soort wordt onder andere gebruikt als grondstof voor cosmetica. In Australië is de soort Holothuria scabra door jarenlange overbevissing sterk in aantal achteruitgegaan. De Australische overheid stimuleert de groei van populaties door jonge dieren op te kweken en de volgroeide exemplaren vervolgens uit te zetten.
Een nieuwe bedreiging vormt de diepzeemijnbouw. De habitat van de zeekomkommers kan sterk aangetast worden door de diepzeemijnbouw (bijvoorbeeld door het opwervelen van grote hoeveelheden stof).

## Taxonomie en indeling
Zeekomkommers zijn waarschijnlijk ontstaan uit een verder volledig uitgestorven groep van stekelhuidigen genaamd Ophiocistioidea. Deze dieren stierven uit in het Perm, meer dan 250 miljoen jaar geleden.
Tot recentelijk was niet precies bekend hoe de verschillende groepen van de zeekomkommers aan elkaar verwant zijn. Van zeekomkommers zijn net als andere relatief zachte dieren maar weinig fossielen bekend. Alleen de kalkplaatjes worden vaak teruggevonden maar deze geven geen beeld van het lichaam van het dier. Fossielen van het gehele lichaam van een zeekomkommer zijn zeer zeldzaam.
Het oudst bekende fossiel van een zeekomkommer dateert uit het Onder-Devoon (393 – 419 miljoen jaar oud), het oudste fossiel van een kalkplaatje van een zeekomkommer dateert uit het Siluur en is ongeveer 440 miljoen jaar oud.
De huidige indeling van de zeekomkommers is gebaseerd op DNA-analyse. De indeling is niet eenduidig, afhankelijk van het soort DNA-analyse verkrijgt men verschillende indelingen. De twee ordes Aspidochirotida en Dendrochirotida blijken wel steeds aan elkaar verwant, maar de positie van de groepen Apodida en Elasipodida binnen de stamboom van de zeekomkommers verschilt.
Lange tijd werden de zeekomkommers in drie groepen ingedeeld, die de rang van orde hadden. Deze groepen waren Dendrochirota, Aspidochirota en Apodida. Tegenwoordig worden er nog steeds drie vergelijkbare hoofdgroepen erkend, die echter de rang hebben van onderklasse. Hierdoor is ook de uitgang veranderd. De groep die vroeger Aspidochirota werd genoemd bijvoorbeeld staat tegenwoordig bekend als Aspidochirotacea.
Een andere indeling is gebaseerd op het World Register of Marine Species en omvat zeven ordes van zeekomkommers. In de onderstaande tabel worden de verschillende groepen binnen hun onderklasse weergegeven, met de wetenschappelijke naam en auteur, een korte beschrijving van de groep en een voorbeeldsoort.
| Naam                                   | Kenmerken | Voorbeeldsoort        | Afbeelding |
| -------------------------------------- | --- | --------------------- | ---------- |
| Onderklasse Apodacea 2 ordes           | |                       |            |
| Apodida ― Brandt, 1835                 | Uiterlijk zijn dit de typische zeekomkommers. Ze wijken echter af omdat ze geen buisvoetjes of waterlongen hebben. | Chiridota heheva      |            |
| Molpadida ― Haeckel, 1896              | Buisvoetjes afwezig, deze groep is waarschijnlijk verwant aan de Apodida. Er worden drie geslachten onderscheiden. | Acaudina molpadioides |            |
| Onderklasse Aspidochirotacea 2 ordes   | |                       |            |
| Aspidochirotida ― Grube, 1840          | Typische zeekomkommers die vaak op de bodem kruipen. De meeste eetbare soorten behoren tot deze groep. | Holothuria pardalis   |            |
| Elasipodida ― Théel, 1882              | Diepzeebewoners die schildvormige tentakels hebben voor het opscheppen van zand. De meeste groepen hebben een zacht gelatineus lichaam.                                                                                         | Scotoplanes globosa   |            |
| Onderklasse Dendrochirotacea 2 ordes   | |                       |            |
| Dactylochirotida ― Pawson & Fell, 1965 | Dit is de kleinste groep, met ongeveer 35 soorten. De tentakels zijn weinig ontwikkeld en kunnen worden ingetrokken. Gravende soorten die vaak in diep water leven en meestal een U-vormig lichaam hebben                       | Rhopalodina           |            |
| Dendrochirotida ― Grube, 1840          | Dit is de grootste groep, met meer dan 500 soorten. Alle soorten zijn filteraars die sterk vertakte tentakels hebben. Vaak bewoners van ondiepe wateren. Sommige soorten graven zich in, andere hechten zich aan het substraat. | Cucumaria miniata     |            |

### Taxonomie volgens World Register of Marine Species
- Onderklasse Actinopoda
  - Orde Dendrochirotida
  - Orde Elasipodida
  - Orde Holothuriida
  - Orde Molpadida
  - Orde Persiculida
  - Orde Synallactida
- Onderklasse Paractinopoda
  - Orde Apodida

## Video
- Een etende zeekomkommer